# Список епізодів телесеріалу «Шоу 70-х»
«Шоу 70-х» (англ. That '70s Show) — американський телевізійний підлітковий ситком. Події серіалу розгортаються у другій половині 1970-х років у вигаданому містечку Пойнт Плейс, у штаті Вісконсин. Прем'єра відбулася на каналі Fox 23 серпня 1998 року, останній епізод вийшов 18 травня 2006 року.
Режисером епізоду «Пілот 70-х» є Тері Г'юз. Режисером всіх інших 199 епізодів є Девід Трейнер.

## Огляд сезонів
| Сезон | Епізоди | Епізоди | Оригінальний показ | Оригінальний показ |
| Сезон | Епізоди | Епізоди | Перший показ       | Останній показ     |
| ----- | ------- | ------- | ------------------ | ------------------ |
| 1     | 25      | 25      | 23 серпня 1998     | 26 липня 1999      |
| 2     | 26      | 26      | 28 вересня 1999    | 22 травня 2000     |
| 3     | 25      | 25      | 3 жовтня 2000      | 22 травня 2001     |
| 4     | 27      | 27      | 25 вересня 2001    | 21 травня 2002     |
| 5     | 25      | 25      | 17 вересня 2002    | 14 травня 2003     |
| 6     | 25      | 25      | 29 жовтня 2003     | 19 травня 2004     |
| 7     | 25      | 25      | 8 вересня 2004     | 18 травня 2005     |
| 8     | 22      | 22      | 2 листопада 2005   | 18 травня 2006     |

## Епізоди

### Сезон 1 (1998–99)
Події сезону відбуваються у 1976—1977 роках.
| № п/п | № в сезоні | Назва                                                                       | Сценарист                                                   | Оригінальний показ | Код | Рейтинг |
| --- | ---------- | --------------------------------------------------------------------------- | ----------------------------------------------------------- | ------------------ | --- | ------- |
| 1 | 1          | «That '70s Pilot» «Пілот 70-х»                                              | Бонні Тернер, Террі Тернер, Марк Бразілл                    | 23 серпня 1998     | 101 | 12.56   |
| 1976 рік. Пойнт Плейс, штат Вісконсін. Підліток Ерік Форман збирається на концерт Тодда Рандґрена у Мілвокі зі своїми друзями Стівеном Гайдом, Майклом Келсо і Донною Пінчіотті, новим товаришем Фезом і набридливою дівчиною Келсо Джекі Беркхарт. Дуже доречно, його батько Ред щойно купив собі нову машину і не може позбутися старої, тому Ерік пропонує віддати її йому. Врешті-решт Ред так і робить, але за однієї умови — в жодному разі не виїжджати з Пойнт Плейсу. Тим часом, Ерік випадково дізнається від Келсо що подобається Донні. |            |                                                                             |                                                             |                    |     |         |
| 2 | 2          | «Eric's Birthday» «День народження Еріка»                                   | Бонні Тернер, Террі Тернер                                  | 30 серпня 1998     | 102 | 11.12   |
| Еріку виповнюється 17 років. Поки він марно намагається переконати свою мати Кітті не влаштовувати йому вечірку-сюрприз і навіть просить свою старшу сестру Лорі йому допомогти, Донна шукає поради у Джекі щодо романтичного подарунка. |            |                                                                             |                                                             |                    |     |         |
| 3 | 3          | «Streaking» «Біг голяка»                                                    | Ерік Ґілліленд                                              | 6 вересня 1998     | 103 | 7.03    |
| До міста приїздить президент Джеральд Форд. Організатори його мітингу, серед яких батько Джекі Джек і батько Донни Боб, дають Реду нагоду поставити йому одне запитання. Тим часом, Боб і його дружина Мідж хочуть зустріти Форда переодягненими у американський прапор з Донною, що вона відмовляється робити, а хлопці планують пробігтись голяка під час мітингу. |            |                                                                             |                                                             |                    |     |         |
| 4 | 4          | «Battle of the Sexists» «Битва сексистів»                                   | Джошуа Стернін, Дженніфер Вентімілья                        | 20 вересня 1998    | 104 | 10.84   |
| Ерік ображається на Донну після того, як програє їй у баскетбол. Гайд і Фез намагаються навчити Келсо протистояти Джекі. Відтоді як Реда перевели на пів ставки, він почав ремонтувати все у домі попри незгоду Кітті. |            |                                                                             |                                                             |                    |     |         |
| 5 | 5          | «Eric's Burger Job» «Робота Еріка у фаст-фуді»                              | Марк Бразілл                                                | 27 вересня 1998    | 106 | 10.28   |
| Щоб допомогти своїй сім'ї у скрутний час, Ерік знаходить роботу у фаст-фуді. Ця робота дуже швидко йому набридає, до того ж забирає у нього весь вільний час, але він не наважується звільнитись. Коли Донна натякає що буде сама вдома у суботу ввечері, він нічого не розуміє, але Келсо одразу пропонує влаштувати у неї вечірку. |            |                                                                             |                                                             |                    |     |         |
| 6 | 6          | «The Keg» «Барило»                                                          | Дейв Шифф                                                   | 25 жовтня 1998     | 107 | 10.19   |
| Прогулюючи урок, Ерік і Донна знаходять на дорозі кимось забутий кег з пивом. Компанія одразу починає планувати вечірку, яку Келсо пропонує влаштувати у басейні біля вільного будинку, який мати Джекі Пем намагається продати. Ред і Боб розуміють що коїться і вирушають на пошук дітей, поки Мідж і Кітті напиваються вдвох. |            |                                                                             |                                                             |                    |     |         |
| 7 | 7          | «That Disco Episode» «Епізод Диско»                                         | Бонні Тернер, Террі Тернер                                  | 8 листопада 1998   | 109 | 12.83   |
| Вся компанія збирається у нову дискотеку в Кеноші. Гайд хоче відвоювати Донну у Еріка і просить Кітті навчити його танцювати. Боб бачить як вони танцюють і підозрює що Кітті зраджує Реду з Гайдом. А на дискотеці Келсо ревнує коли бачить, як Джекі танцює з Фезом. |            |                                                                             |                                                             |                    |     |         |
| 8 | 8          | «Drive-In» «Автокінотеатр»                                                  | Марк Гудіс                                                  | 15 листопада 1998  | 108 | 11.73   |
| Ерік запрошує Донну до автокінотеатру на фільм жахів, але вона зве Джекі і Келсо поїхати з ними. Гайд вчить Феза як слухати рок-музику так, щоб про це не дізнались його релігійні приймаючі батьки. Романтичний вечір Реда і Кітті складається зовсім не так, як вони планували. |            |                                                                             |                                                             |                    |     |         |
| 9 | 9          | «Thanksgiving» «День подяки»                                                | Джекі Фільго, Джеф Фільго                                   | 22 листопада 1998  | 110 | 11.50   |
| Лорі приїжджає додому на День подяки з подругою, яку селять у кімнату Еріка, відправивши самого Еріка до підвалу. Коли Ерік заходить до кімнати взяти речі на ніч, вона його цілує і йому тепер треба зізнатись у цьому Донні. Боб пропонує Реду тимчасову роботу у своєму магазині. |            |                                                                             |                                                             |                    |     |         |
| 10 | 10         | «Sunday, Bloody Sunday» «Нестерпна неділя»                                  | Лінда Воллем                                                | 29 листопада 1998  | 105 | 11.25   |
| Формани беруть з собою до церкви нестерпну мати Реда Берніс, яка потім залишається у них на всю неділю. Ерік ніяк не може знайти час для свого домашнього завдання, в чому йому марно намагаються допомогти його друзі. Кітті хоче кинути курити. |            |                                                                             |                                                             |                    |     |         |
| 11 | 11         | «Eric's Buddy» «Приятель Еріка»                                             | Філіп Старк                                                 | 6 грудня 1998      | 114 | 11.39   |
| Ерік заводить дружбу з однокласником Бадді Морґаном і забуває про свою компанію, поки не дізнається його секрет. Ред працює в магазині Боба, але у нього ніяк не вдається налагодити контакт з покупцями. |            |                                                                             |                                                             |                    |     |         |
| 12 | 12         | «The Best Christmas Ever/That '70s Christmas» «Найкраще різдво/Різдво 70-х» | Террі Тернер, Філіп Старк                                   | 13 грудня 1998     | 113 | 12.29   |
| Ред дозволяє Еріку влаштувати різдвяну вечірку у підвалі, дає йому гроші на ялинку і дозволяє йому використати решту на вечірку. Ерік спилює ялину на узбіччі і витрачає всі гроші на пиво. До того ж, Лорі виливає пляшку горілки у пунш, який Кітті для них приготувала. Тим часом, Боб змушує Реда працювати в магазині. |            |                                                                             |                                                             |                    |     |         |
| 13 | 13         | «Ski Trip» «Поїздка на лижі»                                                | Джеф Фільго, Джекі Фільго                                   | 17 січня 1999      | 115 | 13.20   |
| Вся компанія планує провести вихідні у гірному котеджі батьків Джекі, але незадовго до поїздки Джекі дізнається що Келсо їй зрадив і кидає його. Машина застрягає у снігу під час подорожі і Еріку доводиться пригадати всі поради, які йому дав Ред. Фез занадто сильно захоплюється снігом, який бачить вперше в житті. Келсо прямує до котеджу автостопом. Ред і Кітті планують вихідні удвох. |            |                                                                             |                                                             |                    |     |         |
| 14 | 14         | «Stolen Car» «Викрадена машина»                                             | Марк Гудіс                                                  | 24 січня 1999      | 117 | 10.82   |
| Ред забирає у Еріка машину коли бачить на ній величезну подряпину. Двоюрідний брат Келсо дає йому свою машину, але вона виявляється краденою. Джекі планує першу ніч з Келсо. Мідж записується до громадського коледжу у Кеноші, попри нерозуміння з боку Боба. |            |                                                                             |                                                             |                    |     |         |
| 15 | 15         | «That Wrestling Show» «Борцівське шоу»                                      | Джеф Фільго, Джекі Фільго                                   | 7 лютого 1999      | 119 | 13.25   |
| Підлітки йдуть на реслінг разом з Редом і Бобом. Після першої ночі разом, Джекі робить все, щоб задовольнити Келсо, а Гайд і Фез весь вечір розводять Боба на пиво. Мідж запрошує Кітті і Лорі на сеанс терапії. |            |                                                                             |                                                             |                    |     |         |
| 16 | 16         | «First Date» «Перше побачення»                                              | Марк Бразілл                                                | 14 лютого 1999     | 116 | 11.37   |
| Ерік і Донна йдуть на своє перше побачення, на якому Донна несподівано напивається. Також закоханий у Донну, Гайд піддається відчаю і вирішує зізнатись їй у своїх почуттях. Ред і Кітті запрошують Боба і Мідж на вечерю. |            |                                                                             |                                                             |                    |     |         |
| 17 | 17         | «The Pill» «Пігулка»                                                        | Лінда Воллем                                                | 21 лютого 1999     | 118 | 14.09   |
| Джекі боїться що завагітніла від Келсо. Дізнавшись про її побоювання, Донна починає купувати контрацептивні пігулки, але про це згодом дізнається Боб. |            |                                                                             |                                                             |                    |     |         |
| 18 | 18         | «Career Day» «День кар'єри»                                                 | Джошуа Стернін, Дженніфер Вентімілья                        | 28 лютого 1999     | 111 | 11.73   |
| У школі день кар'єри. Ерік проводить день у лікарні, де Кітті працює медсестрою. Гайд знайомить Феза зі своєю матір'ю Едною, яка працює у шкільній їдальні. Келсо не розуміє у чому полягає професія його батька. Донна проводить день в магазині Боба і ненавмисно зізнається йому що соромиться його роботи. Молодша за інших, Джекі натомість допомагає Реду з ремонтом машини. |            |                                                                             |                                                             |                    |     |         |
| 19 | 19         | «Prom Night» «Випускний»                                                    | Філіп Старк                                                 | 7 березня 1999     | 121 | 12.30   |
| У школі випускний. Ерік запрошує Донну і бере на ніч кімнату у готелі, плануючи вперше переспати з Донною. Фез залицяється до своєї вчительки англійської мови. Келсо замість Джекі запрошує дівчину, з якою він її нещодавно зрадив, а Джекі змушує Гайда запросити її. |            |                                                                             |                                                             |                    |     |         |
| 20 | 20         | «A New Hope» «Нова надія»                                                   | Джошуа Стернін, Дженніфер Вентімілья                        | 14 березня 1999    | 122 | 11.75   |
| Компанія вперше дивиться Зоряні Війни і Келсо зациклюється на фільмі. Ред знову починає знову працювати на повну ставку на своєму заводі. Тим часом син власника заводу Девід починає проводити чимало часу з Донною, що змушує Еріка ревнувати. Але згодом виявляється не тільки, що ревнощі Еріка небезпідставні, а і що на Реда чекають погані новини… |            |                                                                             |                                                             |                    |     |         |
| 21 | 21         | «Water Tower» «Водокачка»                                                   | Лінда Воллем (історія) Джеф Фільго, Джекі Фільго (сценарій) | 14 червня 1999     | 123 | 6.78    |
| Компанія здирається на водокачку і малює на ній конопляне листя, після чого Келсо падає з неї і ламає руку. Повернувшись додому за медичною допомогою, Ерік бачить, як його батьки займаються сексом, що надовго його травмує. Джекі запевняє Келсо що його падіння — провина Гайда. |            |                                                                             |                                                             |                    |     |         |
| 22 | 22         | «Punk Chick» «Дівчина-панк»                                                 | Дейв Шиф                                                    | 21 червня 1999     | 120 | 6.28    |
| Гайд зустрічає дівчину, яка поділяє його погляди на життя і роздумує над тим, щоб залишити Пойнт Плейс разом з нею. Ред і Келсо модифікують гру у Pong, щоб зробити її складнішою. Джекі просить Кітті допомогти їй спекти пиріг для уроку труда. Еріку ніяк не вдається розстібнути ліфчик Донни. |            |                                                                             |                                                             |                    |     |         |
| 23 | 23         | «Grandma's Dead» «Бабуся померла»                                           | Артур Ф. Монтморенсі                                        | 12 липня 1999      | 112 | 7.35    |
| Коли Ерік відвозить Берніс додому, він свариться з нею і вона раптово помирає. Поки Ред організовує похорон і свариться зі своїм чутливим братом Марті, Ерік бореться з відчуттям провини, бо його останні слова бабусі були «Тебе вб'є бути доброю?». |            |                                                                             |                                                             |                    |     |         |
| 24 | 24         | «Hyde Moves In» «Гайд вселяється»                                           | Марк Гудіс                                                  | 19 липня 1999      | 124 | 7.04    |
| Мама Гайда залишає його самого і Ерік пропонує Реду і Кітті, щоб він переїхав до них до того, як помре з голоду. Мідж організовує зустрічі феміністок удома, змушуючи Боба сидіти щовечора на кухні без вечері. Келсо жахається, коли бачить Джекі хворою і без макіяжу. |            |                                                                             |                                                             |                    |     |         |
| 25 | 25         | «The Good Son» «Хороший син»                                                | Артур Ф. Монтморенсі                                        | 26 липня 1999      | 125 | 7.58    |
| Переїхавши до Форманів, Гайд починає допомагати по дому набагато більше, ніж це робить Ерік. Ерік боїться що батьки починають любити його більше і спонукає Гайда скоїти дурницю. Тим часом до Пойнт Плейсу повертається соратник Реда Булл, який пропонує йому роботу і запрошує його на вечірку, але він і його дружина виявляються свінгерами. |            |                                                                             |                                                             |                    |     |         |

### Сезон 2 (1999—2000)
Події сезону відбуваються у 1977 році.
| № п/п | № в сезоні | Назва                                                | Сценарист                            | Оригінальний показ | Код | Рейтинг |
| --- | ---------- | ---------------------------------------------------- | ------------------------------------ | ------------------ | --- | ------- |
| 26 | 1          | «Garage Sale» «Гаражний розпродаж»                   | Дейв Шиф                             | 28 вересня 1999    | 204 | 11.25   |
| Формани організовують барахолку, де Гайд готує і продає брауні. Таємно від Форманів, він робить кілька жаровень брауні з марихуаною. Його план виходить з-під контролю коли Кітті, Ред, Мідж і Боб ненавмисно з'їдають одну з них і Ред під кайфом продає машину Еріка. Тим часом решта компанії йде у кіно, де Фезу здається що Джекі до нього залицяється. |            |                                                      |                                      |                    |     |         |
| 27 | 2          | «Red's Last Day» «Останній день Реда»                | Марк Бразілл                         | 5 жовтня 1999      | 201 | 8.82    |
| У Реда останній день на роботі, він напивається у барі і відмовляється їхати додому. Келсо отримує фургон у подарунок від двоюрідного брата і починає зраджувати Джекі з Лорі. |            |                                                      |                                      |                    |     |         |
| 28 | 3          | «The Velvet Rope» «Оксамитова мотузка»               | Джошуа Стернін, Дженніфер Вентімілья | 12 жовтня 1999     | 202 | 10.46   |
| Донна йде на дискотеку з Еріком, Гайдом і Фезом, але фейс-контроль пропускає тільки її. Джекі і Келсо експериментують з макіяжем. Ред марно шукає собі нову роботу. |            |                                                      |                                      |                    |     |         |
| 29 | 4          | «Laurie and the Professor» «Лорі і професор»         | Лінда Воллем                         | 19 жовтня 1999     | 203 | 8.77    |
| До Форманів завітує професор з університету, звідки виключили Лорі, начебто для того, щоб переконати її повернутись, але згодом Ерік бачить, як вони цілуються. Втомлений жити з Еріком в одній кімнаті, Гайд шукає собі нову кімнату. Боб і Мідж сваряться і змагаються за прихильність Донни, купуючи їй подарунки. |            |                                                      |                                      |                    |     |         |
| 30 | 5          | «Halloween» «Хелловін»                               | Джошуа Стернін, Дженніфер Вентімілья | 26 жовтня 1999     | 208 | 8.95    |
| Друзі проводять Хелловін у старій спаленій школі, де знаходять свої старі шкільні досьє і дізнаються багато нового одне про одного. Ред і Кітті пригадують свій перший Хелловін у Пойнт Плейсі. |            |                                                      |                                      |                    |     |         |
| 31 | 6          | «Vanstock» «Венсток»                                 | Артур Ф. Монтморенсі                 | 2 листопада 1999   | 210 | 9.08    |
| Келсо зве з собою Лорі і всю компанію крім Донни і Джекі на фестиваль Венсток («як Вудсток, тільки з фургонами»), але Ерік відмовляється їхати без Донни, а Гайд бере з собою Джекі щоб, якщо не допомогти їй викрити Келсо на зраді, то хоча б зіпсувати йому вихідні. Під впливом Мідж, Ред починає дивитись мильні опери. |            |                                                      |                                      |                    |     |         |
| 32 | 7          | «I Love Cake» «Я люблю торт»                         | Джеф Фільго, Джекі Фільго            | 9 листопада 1999   | 205 | 7.83    |
| Коли Донна зізнається Еріку у коханні, він плутається у словах і каже «я люблю торт». Джекі купує Келсо шкіряну куртку, але всі глузують з нього, порівнюючи його з Фонзі. Боб проситься жити у Форманів після того, як Мідж виганяє його з дому. |            |                                                      |                                      |                    |     |         |
| 33 | 8          | «Sleepover» «Ночівля»                                | Дін Баталі, Роб ДесГотел             | 16 листопада 1999  | 207 | 9.38    |
| Донна проводить ніч у ліжку Еріка, де вони просто сплять, не роблячи більше нічого. Коли інші хлопці дізнаються про це, вони починають з нього глузувати. Бажаючи допомогти Форманам у скрутний час, Гайд знаходить собі роботу у фотолабораторії і відразу знаходить спільну мову зі своїм начальником, старим хіппі на ім'я Лео. |            |                                                      |                                      |                    |     |         |
| 34 | 9          | «Eric Gets Suspended» «Еріка тимчасово відраховують» | Філіп Старк                          | 30 листопада 1999  | 209 | 9.13    |
| На виході зі школи Донна зненацька запалює сигарету. Коли вона просить шокованого Еріка її потримати, його бачить директор і відраховує його. Поки Ред шукає найкращий спосіб його покарати, а Кітті читає йому лекції про шкоду куріння, сам Ерік не розуміє, чому Донна не вдячна йому за те, що він дав себе відрахувати замість того, щоб видати її. Гайд і Фез йдуть на подвійне сліпе побачення. Келсо дає Джекі прикрасити його фургон. |            |                                                      |                                      |                    |     |         |
| 35 | 10         | «Red's Birthday» «День народження Реда»              | Марк Гудіс                           | 7 грудня 1999      | 206 | 8.48    |
| День народження Реда відбувається зовсім не так, як він хотів — спочатку над спальнею провалюється дах, потім Боб і Мідж запрошують його з Кітті у ресторан, куди приходять з іншими людьми. Ерік переймається що Донна обговорює деякі теми з Гайдом, але не з ним. |            |                                                      |                                      |                    |     |         |
| 36 | 11         | «Laurie Moves Out» «Лорі виїжджає»                   | Джон Шваб                            | 14 грудня 1999     | 211 | 8.43    |
| Лорі виїжджає з дому Форманів, начебто плануючи жити вдвох з подругою, але згодом Ред і Ерік дізнаються що вона живе з чоловіком. Джекі починає серйозно сумніватись у вірності Келсо. |            |                                                      |                                      |                    |     |         |
| 37 | 12         | «Eric's Stash» «Сховок Еріка»                        | Кріс Пітерсон                        | 11 січня 2000      | 213 | 9.01    |
| Коли Ерік хоче купити Донні подарунок на першу річницю їхніх стосунків, він виявляє що хтось вкрав гроші з його сховку і підозрює у крадіжці Гайда. Келсо і Фез готують Джекі до конкурсу краси. |            |                                                      |                                      |                    |     |         |
| 38 | 13         | «Hunting» «Полювання»                                | Марк Бразілл                         | 18 січня 2000      | 212 | 9.37    |
| Поки чоловіки їдуть на полювання, жінки грають у покер. |            |                                                      |                                      |                    |     |         |
| 39 | 14         | «Red's New Job» «Нова робота Реда»                   | Джеф Фільго, Джекі Фільго            | 1 лютого 2000      | 215 | 8.72    |
| У Пойнт Плейсі відкривається супермаркет Price Mart, де Ерік відразу знаходить собі роботу комірником. Ред також хоче скористатись нагодою, але відмовляється працювати касиром. Боб гнівається на Форманів, бо через Price Mart його власний магазин опиняється у небезпеці. Лорі хоче почати нові стосунки з Келсо і загрожує йому все розповісти Джекі, якщо він відмовиться. |            |                                                      |                                      |                    |     |         |
| 40 | 15         | «Burning Down the House» «Запальна вечірка»          | Дейв Шиф                             | 7 лютого 2000      | 216 | 8.94    |
| Залишившись сама вдома, Джекі хоче організувати вдома витончену вечірку з Келсо, Еріком і Донною, але Келсо все руйнує, запросивши не тільки Гайда і Феза, а й чимало інших друзів зі школи. Гайд зустрічається з дівчиною, яка соромиться з'являтись з ним на людях. Ред випадково дізнається що Боб носить перуку. |            |                                                      |                                      |                    |     |         |
| 41 | 16         | «The First Time» «Перший раз»                        | Марк Гудіс                           | 14 лютого 2000     | 217 | 9.67    |
| Боб і Мідж миряться і хочуть влаштувати собі повторне весілля, для якого просять Донну написати обітниці. Кітті ображається через те що Мідж не запросила її бути дружкою. Джекі дорікає Келсо що він погано знає чого вона хоче від їхніх стосунків. |            |                                                      |                                      |                    |     |         |
| 42 | 17         | «Afterglow» «Відблиски»                              | Джошуа Стернін, Дженніфер Вентімілья | 21 лютого 2000     | 218 | 10.00   |
| Щастя Еріка після його першого сексу з Донною псується, коли він дізнається від друзів що Донні не сподобалось. На свою першу зарплату від Price Mart Ред купує мотоцикл. |            |                                                      |                                      |                    |     |         |
| 43 | 18         | «Kitty and Eric's Night Out» «Вечір Еріка і Кітті»   | Лінда Воллем                         | 28 лютого 2000     | 214 | 9.94    |
| Ерік проводить вечір у ресторані і кіно з Кітті. Після того, як Фез знайомить друзів зі своєю новою дівчиною (однією з дівчат з подвійного сліпого побачення), Джекі зненацька починає сильно його ревнувати, що Донна одразу помічає. Гайд тим часом не може зрозуміти чому вона з Фезом, адже наприкінці їхнього сліпого побачення вона залишилась з ним. |            |                                                      |                                      |                    |     |         |
| 44 | 19         | «Parents Find Out» «Батьки дізнаються»               | Марк Гудіс                           | 7 березня 2000     | 222 | 8.93    |
| Ерік і Донна займаються сексом в його машині на узбіччі, коли їх раптом затримує поліція. Після того, як поліціянт приводить їх до дому Форманів, у Кітті починається депресія, а Донна не знає як зізнатись своїм батькам. Келсо, Гайд і Фез фліртують з дівчатами через Сі-Бі-радіо. |            |                                                      |                                      |                    |     |         |
| 45 | 20         | «Kiss of Death» «Поцілунок смерті»                   | Роб ДесГотел, Дін Баталі             | 20 березня 2000    | 219 | 7.57    |
| Келсо вирішує порвати стосунки з Лорі і вона видає його Джекі. Після того, як Фез їсть забагато снеків, йому стає зле і він опиняється у лікарні. Ерік боїться зізнатись Донні у тому, що переїхав машиною її кота. |            |                                                      |                                      |                    |     |         |
| 46 | 21         | «Kelso's Serenade» «Серенада Келсо»                  | Лінда Воллем                         | 27 березня 2000    | 220 | 7.88    |
| Келсо хоче повернути Джекі, написавши для неї пісню, але вона зненацька починає проводити час з Гайдом. Донні здається що Ерік її не цінує. Формани завітують до їхньої старої тітки Перл, яка не в захваті від їхнього візиту. |            |                                                      |                                      |                    |     |         |
| 47 | 22         | «Jackie Moves On» «Джекі рухається далі»             | Філіп Старк                          | 3 квітня 2000      | 221 | 8.75    |
| Через розлучення з Келсо, Джекі починає безперервно їсти. Після того, як її ненаситність псує побачення, на яке її запрошує Фез, Донна вирішує провести з нею серйозну розмову. Ерік і Лорі розповідають друзям всі найганебніші секрети одне одного. Кітті боїться зізнатись Реду що здала намисто його матері у ломбард. |            |                                                      |                                      |                    |     |         |
| 48 | 23         | «Holy Crap!» «Боже збав!»                            | Роб ДесГотел, Дін Баталі             | 1 травня 2000      | 223 | 8.56    |
| Кітті переймається що Ерік і Лорі відмовляються ходити до церкви. Келсо і Фез відрощують бороди. |            |                                                      |                                      |                    |     |         |
| 49 | 24         | «Red Fired Up» «Розлючений Ред»                      | Дейв Шиф                             | 8 травня 2000      | 224 | 9.56    |
| На роботі у Price Mart, Ерік помічає що Ред починає добре до нього ставитись. Виявляється що він тепер зганяє злість на некомпетентному працівнику на ім'я Ерл. Еріку таке становище подобається, допоки Ред не звільняє Ерла. Від самотності, Келсо знову починає зустрічатись з Лорі. |            |                                                      |                                      |                    |     |         |
| 50 | 25         | «Cat Fight Club» «Дівочий бійцівський клуб»          | Філіп Старк                          | 15 травня 2000     | 225 | 8.40    |
| Ред і Кітті дізнаються про стосунки Келсо і Лорі. Гайд вчить Джекі дзену. |            |                                                      |                                      |                    |     |         |
| 51 | 26         | «Moon Over Point Place» «Місяць над Пойнт Плейсом»   | Джеф Фільго, Джекі Фільго            | 22 травня 2000     | 226 | 8.09    |
| На одній із світлин у шкільному альбомі помітно, як хтось показує голі сідниці, і Ерік починає ревнувати коли дізнається що цією особою була Донна. Фез підозрює школу у расизмі коли не знаходить себе на жодній світлині, а Келсо хоче каналізувати його злість для гри у настільний футбол на гроші. Після того, як вони дізнались про те, що Ерік і Донна займаються сексом, Реду і Бобу стає ніяково проводити час разом і Кітті вирішує просто примусити їх про це поговорити. Прив'язаність Джекі до Гайда призводить до жахливих наслідків. |            |                                                      |                                      |                    |     |         |

### Сезон 3 (2000–01)
Події сезону відбуваються у 1977—1978 роках.
| № п/п | № в сезоні | Назва | Сценарист                            | Оригінальний показ | Код | Рейтинг |
| --- | ---------- | --- | ------------------------------------ | ------------------ | --- | ------- |
| 52 | 1          | «Reefer Madness» «Наркотичне божевілля»                                                                                | Джошуа Стернін, Дженніфер Вентімілья | 3 жовтня 2000      | 301 | 11.92   |
| Гайда заарештували за зберігання наркотиків, незважаючи на те що пакет з марихуаною насправді належав Джекі. Дізнавшись про причину його арешту, Ред вирішує вигнати його з дому. Джекі, яка серйозно у нього закохалась, ніяк не може усвідомити в якій халепі він опинився через неї і Донні доводиться все їй пояснити. Попри переконання друзів цього не робити, Ерік вирішує врятувати Гайда по-своєму — зізнатись Реду що він теж курить. |            | |                                      |                    |     |         |
| 53 | 2          | «Red Sees Red» «Ред лютує»                                                                                             | Лінда Воллем                         | 10 жовтня 2000     | 302 | 11.80   |
| Ред встановлює в домі Форманів сувору комендантську годину. На подив і обурення Лорі, вона стосується і її. Поки підлітки шукають спосіб обійти його нові правила і заборони, Кітті намагається переконати Реда все скасувати і про все забути. |            | |                                      |                    |     |         |
| 54 | 3          | «Hyde's Father» «Батько Гайда»                                                                                         | Джон Шваб                            | 17 жовтня 2000     | 304 | 10.41   |
| Донна злиться на Еріка після того, як знаходить під його ліжком стос порножурналів. До Пойнт Плейсу повертається батько Гайда Бад, який хоче налагодити контакт з сином. |            | |                                      |                    |     |         |
| 55 | 4          | «Too Old to Trick or Treat, Too Young to Die» «Занадто старі для того, щоб просити цукерки, занадто молоді для смерті» | Джеф Фільго, Джекі Фільго            | 31 жовтня 2000     | 303 | 8.80    |
| Епізод пародіює фільми Альфреда Гічкока. Після того, як Ерік падає з даху гаража, він починає боятись висоти. Гайд і Фез спостерігають за Бобом, підозрюючи його у вбивстві Мідж. Кітті боїться годувати сусідських птахів і просить допомоги у Лорі. Келсо конфліктує з рознощиком газет, який атакує його радіокерованим літаком, а згодом Лорі лякає його в душі. Донна боїться що Ерік вважає її нудною.                                    |            | |                                      |                    |     |         |
| 56 | 5          | «Roller Disco» «Роллер-диско»                                                                                          | Марк Гудіс                           | 14 листопада 2000  | 305 | 9.97    |
| Джекі і Фез беруть участь у конкурсі з роллер-диско, через що Келсо сильно ревнує. Колишній підлеглий Реда Ерл подає на нього до суду. |            | |                                      |                    |     |         |
| 57 | 6          | «Eric's Panties» «Трусики Еріка»                                                                                       | Дін Баталі, Роб ДесГотел             | 21 листопада 2000  | 307 | 11.10   |
| Ерік проводить багато часу з небайдужою до нього однокласницею Шеллі. На його подив, Донна не ревнує, але все змінюється, коли вона бачить у машині Еріка жіночі трусики. Піклуючись про його здоров'я, Кітті садить Реда на неприйнятну для нього дієту. |            | |                                      |                    |     |         |
| 58 | 7          | «Baby Fever» «Дитяча лихоманка»                                                                                        | Крістін Ньюман                       | 28 листопада 2000  | 306 | 11.59   |
| Напившись, Лорі погоджується приглянути за немовлям подруги Кітті. Протверезівши наступного дня, вона гадки не має що з ним робити. Кітті хоче народити іншу дитину. Донна обурюється тим що Ерік бачить в ній тільки майбутню домогосподарку. Джекі бере фургон Келсо і потрапляє у ньому в аварію, після чого вони, за допомогою Гайда, з'ясовують скільки грошей винні одне одному.                                                          |            | |                                      |                    |     |         |
| 59 | 8          | «Jackie Bags Hyde» «Джекі зваблює Гайда»                                                                               | Дейв Шиф                             | 12 грудня 2000     | 308 | 8.70    |
| На День Ветеранів, Ред і Боб влаштовують окремі барбекю і намагаються перевершити один одного. Гайд нарешті погоджується запросити Джекі на побачення. |            | |                                      |                    |     |         |
| 60 | 9          | «Hyde's Christmas Rager» «Різдвяна вечірка у Гайда»                                                                    | Марк Гудіс                           | 19 грудня 2000     | 311 | 11.92   |
| Гайд, який переїхав до Бада, влаштовує вечірку на Різдво, на якій Ерік дуже сильно напивається. Після цього Ред і Кітті запрошують Бада і ставлять його перед фактом — він поганий батько. Джекі зве Донну до бару знайомитись зі старшими чоловіками. |            | |                                      |                    |     |         |
| 61 | 10         | «Ice Shack» «Халупа на кризі»                                                                                          | Філіп Старк                          | 9 січня 2001       | 309 | 13.16   |
| Келсо везе Джекі, Еріка і Донну у гори, щоб провести час вчотирьох і таким чином повернути Джекі, але їх наздоганяє також зацікавлений у Джекі Фез. Гайд підвозить Лео додому. Ред змушує Лорі визначитись зі своїм майбутнім. |            | |                                      |                    |     |         |
| 62 | 11         | «Who Wants It More?» «Хто хоче цього більше?»                                                                          | Джошуа Стернін, Дженніфер Вентімілья | 10 січня 2001      | 314 | 11.67   |
| Посварившись через домашнє завдання, Ерік і Донна перестають займатись сексом. Келсо зве Гайда, Феза і Лео шукати з ним НЛО. Після того, як Реда майже вбиває падаюче дерево, він вирішує змінитись і стати дружнішим. |            | |                                      |                    |     |         |
| 63 | 12         | «Fez Gets A Girl» «Фез зваблює дівчину»                                                                                | Кріс Пітерсон, Браян Мур             | 16 січня 2001      | 310 | 12.59   |
| Ерік стає працівником місяця у Price Mart, але Ред боїться що він занадто захоплюється цією роботою і може відмовитись від вищої освіти. Лорі, яка почала ходити до школи краси, просить Кітті дати їй зробити їй зачіску. У Донни з'явилися два квитки на концерт Led Zeppelin, які цікавлять Келсо, Гайда і Джекі. Фез закохується у нову дівчину зі школи на ім'я Керолайн.                                                                  |            | |                                      |                    |     |         |
| 64 | 13         | «Dine and Dash» «Вечеря і втеча»                                                                                       | Джекі Фільго, Джеф Фільго            | 30 січня 2001      | 312 | 12.93   |
| Келсо запрошує компанію до ресторану, але тікає коли їм приносять чек. Кітті просить Реда влаштувати Боба на роботу у Price Mart. |            | |                                      |                    |     |         |
| 65 | 14         | «Radio Daze» «Радіо-сюрприз»                                                                                           | Дейв Шиф                             | 6 лютого 2001      | 315 | 11.89   |
| Донна влаштовується працювати на радіо, через що Ерік починає ревнувати її до діджеїв і рок-зірок. Келсо хоче купити стару машину Лео. Через Реда його колишній підлеглий Ерл знову втрачає роботу. |            | |                                      |                    |     |         |
| 66 | 15         | «Donna's Panties» «Трусики Донни»                                                                                      | Дін Баталі, Роб ДесГотел             | 13 лютого 2001     | 313 | 12.42   |
| Донна ображається на Еріка після того як він, граючи у баскетбол, хапається за її штани і спускає їх, показуючи компанії її «бабусині труси». Келсо остаточно розчаровується у Лорі. На побаченні з Фезом Керолайн починає дивно поводитись і вперше лякає його. |            | |                                      |                    |     |         |
| 67 | 16         | «Romantic Weekend» «Романтичні вихідні»                                                                                | Джекі Фільго, Джеф Фільго            | 20 лютого 2001     | 316 | 12.15   |
| Ерік везе Донну у готель на всі вихідні, але його плани провести з нею романтичний вечір йдуть нанівець коли Донна напивається, а їхніми сусідами виявляються Ред і Кітті. Келсо боїться що стає імпотентом. |            | |                                      |                    |     |         |
| 68 | 17         | «Kitty's Birthday (That's Today?!)» «День народження Кітті (він сьогодні?!)»                                           | Браян Мур, Кріс Пітерсон             | 27 лютого 2001     | 317 | 10.08   |
| Ерік і Ред забувають про день народження Кітті. Келсо вирішує просто дружити з Джекі. Залишившись з Керолайн сам на сам, Гайд розуміє що вона геть божевільна, але Фез йому не вірить. |            | |                                      |                    |     |         |
| 69 | 18         | «The Trials of Michael Kelso» «Випробування Майкла Келсо»                                                              | Філіп Старк                          | 13 березня 2001    | 318 | 10.75   |
| Ерік, Гайд і Фез хочуть помститися футбольній команді з іншої школи за те, що вони побили Феза. Джекі хоче знову зустрічатися з Келсо, але вирішує спочатку влаштувати йому кілька випробувань. Ред і Кітті не розуміють чому Боб і Мідж не запрошують їх на свою вечірку. |            | |                                      |                    |     |         |
| 70 | 19         | «Eric's Naughty No-No» «Заборонений вчинок Еріка»                                                                      | Крістін Ньюман                       | 27 березня 2001    | 319 | 11.21   |
| Ерік дивиться порнофільм, після чого пробує те що бачив у фільмі з Донною. Келсо відкриває Джекі всі свої секрети. До Кітті приїздить її сестра, з якою у неї завжди були непрості відносини. |            | |                                      |                    |     |         |
| 71 | 20         | «Holy Craps!» «Святі ігри!»                                                                                            | Марк Гудіс                           | 17 квітня 2001     | 320 | 10.11   |
| Кітті просить Реда, Еріка, Гайда і Келсо допомогти їй з збором коштів у церкві. Опинившись втрьох з Керолайн, Джекі і Донна теж бачать що вона божевільна. |            | |                                      |                    |     |         |
| 72 | 21         | «Fez Dates Donna» «Фез зустрічається з Донною»                                                                         | Дін Баталі, Роб ДесГотел             | 1 травня 2001      | 321 | 9.54    |
| Щоб переконати божевільну Керолайн кинути Феза, Фез і Донна вдають що зустрічаються. Ерік спочатку насолоджується життям одинака, але згодом починає сумувати. Переглядаючи кадастр, Боб виявляє що є власником частини гаражу Форманів. |            | |                                      |                    |     |         |
| 73 | 22         | «Eric's Drunken Tattoo» «Татуювання п'яного Еріка»                                                                     | Дженніфер Вентімілья, Джошуа Стернін | 1 травня 2001      | 322 | 11.02   |
| Прочитавши у щоденнику Донни що він недостатньо крутий для неї, Ерік вирішує зробити собі татуювання. Джекі чує як Келсо розмовляє уві сні і хоче зрозуміти що саме він каже. Пастор Дейв отруюється після вечері у Форманів і Ред боїться що це через нього. |            | |                                      |                    |     |         |
| 74 | 23         | «Canadian Road Trip» «Мандрівка до Канади»                                                                             | Дейв Шиф                             | 8 травня 2001      | 324 | 8.97    |
| Ерік, Келсо, Гайд, Фез і Лео їдуть до Канади за пивом, але в них починаються проблеми коли Фез губить свою зелену картку на шляху назад. Джекі проходить кастинг у модельному агентстві, але Донні здається що агентство несправжнє. Ред отримує на роботі відеомагнітофон і змушує Кітті, яка хотіла подивитись фільм по телевізору, його записати і подивитись його з касети.                                                                 |            | |                                      |                    |     |         |
| 75 | 24         | «Backstage Pass» «Перепустка за лаштунки»                                                                              | Філіп Старк                          | 15 травня 2001     | 323 | 10.22   |
| Компанія йде на концерт Теда Ньюджента. Маючи перепустку за лаштунки, Донна проводить решту вечора з Ньюджентом, залишивши Еріка на самоті. Келсо влаштовує Джекі романтичний день. Гайд і Фез продають підроблені футболки з ім'ям Ньюджента. |            | |                                      |                    |     |         |
| 76 | 25         | «The Promise Ring» «Кільце-обіцянка»                                                                                   | Джеф Фільго, Джекі Фільго            | 22 травня 2001     | 325 | 10.56   |
| Ерік дарує Донні кільце-обіцянку, але коли вона дізнається що воно означає, вона зізнається йому що не завжди уявляє собі своє майбутнє разом з ним. Побачивши кільце, Джекі очікує що Келсо зробить їй схожий подарунок. Гайд вчить Феза приваблювати дівчат. |            | |                                      |                    |     |         |

### Сезон 4 (2001–02)
Події сезону відбуваються у 1978 році.
| № п/п | № в сезоні | Назва                                                     | Сценарист                                                     | Оригінальний показ | Код | Рейтинг |
| --- | ---------- | --------------------------------------------------------- | ------------------------------------------------------------- | ------------------ | --- | ------- |
| 77 | 1          | «It's a Wonderful Life» «Це дивовижне життя»              | Лінда Воллем                                                  | 25 вересня 2001    | 401 | 10.35   |
| Після того, як він порвав стосунки з Донною, до Еріка приходить янгол, який показує йому життя, яке було б у нього якби вони не поцілувались після концерту Тодда Рандґрена у першому епізоді. Виявляється, що на Донну в той вечір перед її домом чекав Гайд… |            |                                                           |                                                               |                    |     |         |
| 78 | 2          | «Eric's Depression» «Депресія Еріка»                      | Браян Мур, Кріс Пітерсон                                      | 26 вересня 2001    | 402 | 8.23    |
| У Еріка затяжна депресія і навіть Ред і Кітті не знають що з ним робити. Донна не в кращому стані. Тим часом їхні друзі йдуть до парку розваг, де майже моментально гублять Келсо. |            |                                                           |                                                               |                    |     |         |
| 79 | 3          | «Pinciotti vs. Forman» «Пінчіотті проти Формана»          | Крістін Ньюман                                                | 2 жовтня 2001      | 403 | 9.71    |
| Ерік і Донна змагаються за прихильність їхніх друзів після того, як він виганяє її з підвалу. На радість Кітті, Ред починає дружити з Пастором Дейвом. |            |                                                           |                                                               |                    |     |         |
| 80 | 4          | «Hyde Gets the Girl» «Гайд зваблює дівчину»               | Джилл Еффрон (історія) Сара Маклафлін, Алан Дібнер (сценарій) | 9 жовтня 2001      | 404 | 9.36    |
| Компанія влаштовує вечірку щоб допомогти Гайду зустріти дівчину. Фез напивається і починає залицятись до однокласниці на прізвисько Велика Ронда. Келсо і Боб беруть участь у конкурсі на новий фургон. |            |                                                           |                                                               |                    |     |         |
| 81 | 5          | «Bye-Bye Basement» «Прощавай, підвал»                     | Марк Гудіс                                                    | 16 жовтня 2001     | 406 | 10.27   |
| Завдяки Джекі і Келсо, Донна розуміє чому вона постійно ображає Еріка. Кітті наймає Лео і його двоюрідного брата щоб зробити ремонт у підвалі, попри незгоду Еріка. Фез ходить на уроки балету. Гайд переїжджає назад до Форманів, але відмовляється казати чому. |            |                                                           |                                                               |                    |     |         |
| 82 | 6          | «The Relapse» «Рецидив»                                   | Джеф Фільго, Джекі Фільго                                     | 6 листопада 2001   | 405 | 12.43   |
| Коли Мідж залишає Боба і їде до Каліфорнії, він відмовляється вірити що це назавжди, що дратує Реда. Келсо умовляє Гайда і Феза шукати старших жінок у місцевому супермаркеті. Спроби Еріка втішити Донну приводять до непередбачених наслідків. |            |                                                           |                                                               |                    |     |         |
| 83 | 7          | «Uncomfortable Ball Stuff» «Незручний бал»                | Дейв Шиф                                                      | 13 листопада 2001  | 407 | 9.55    |
| Незважаючи на те що у них був секс, Донна запевняє Еріка що вони залишаються просто друзями. Але невдовзі Донна йде з Еріком на корпоративний бал Price Mart, де у Еріка з'являється шанс перевірити її ставлення до нього. Фез працює у фотолабораторії з Гайдом і Лео. Боб зустрічає жінку на ім'я Джоан. |            |                                                           |                                                               |                    |     |         |
| 84 | 8          | «Donna's Story» «Розповідь Донни»                         | Філіп Старк                                                   | 20 листопада 2001  | 409 | 8.79    |
| Шкільна газета публікує роман Донни про несчасливе кохання двох персонажів Ванди і Дерека. Коли всі впізнають в них її і Еріка, Ерік вирішує помститись. Боб знайомить Реда і Кітті з Джоан. Келсо купує для улюбленого кафе компанії пінбольний автомат. |            |                                                           |                                                               |                    |     |         |
| 85 | 9          | «The Forgotten Son» «Забутий син»                         | Крістін Ньюман                                                | 21 листопада 2001  | 408 | 7.51    |
| Лео отримує великий спадок і веде Гайда і Феза по магазинах. Ерік почувається самотнім і забутим коли Ред, який знімає промислове відео про роботу комірника, бере на головну роль Келсо, а Кітті починає багато часу проводити з Донною. |            |                                                           |                                                               |                    |     |         |
| 86 | 10         | «Red and Stacey» «Ред і Стейсі»                           | Ґреґ Метлер                                                   | 27 листопада 2001  | 410 | 9.07    |
| Ред хоче познайомити Еріка з молодою і гарною касиркою Стейсі, але виявляється що він сам цікавить її набагато більше. Джекі і Донна готують Велику Ронду до побачення з Фезом. |            |                                                           |                                                               |                    |     |         |
| 87 | 11         | «The Third Wheel» «Третє колесо»                          | Браян Мур, Кріс Пітерсон                                      | 11 грудня 2001     | 412 | 9.16    |
| Гайд руйнує вечір у боулінгу, запросивши на нього свою нову дівчину. Джекі здається що у Феза і Великої Ронди кращі стосунки, ніж у неї і Келсо. Донна розуміє як швидко розвиваються стосунки Боба і Джоан коли бачить, як вона залишає дім Пінчіотті рано вранці. Ред ненавмисно надихає Пастора Дейва на те, щоб залишити церкву. |            |                                                           |                                                               |                    |     |         |
| 88 | 12         | «An Eric Forman Christmas» «Різдво в стилі Еріка Формана» | Дін Баталі, Роб ДесГотел                                      | 18 грудня 2001     | 413 | 9.83    |
| Ерік погоджується зрежисерувати різдвяну п'єсу для церкви, запросивши всіх друзів грати у ній. Компанія соромить Келсо за його бажання дивитись різдвяні дитячі мультфільми. Ред краде різдвяні декорації з дому Боба. |            |                                                           |                                                               |                    |     |         |
| 89 | 13         | «Jackie Says Cheese» «Джекі каже «сир»»                   | Марк Гудіс                                                    | 8 січня 2002       | 414 | 10.08   |
| Батько Джекі дізнається що вона знову зустрічається з Келсо і перестає давати їй гроші. Після марних спроб вмовити Келсо знайти роботу, вона сама починає працювати у торгівельному центрі, роздаючи зразки сиру. У школі з'являється новий іноземний учень по обміну, на тлі якого Фез виглядає невдахою. Побачивши, як Ред щось шукає у його шухляді, Ерік боїться що Ред знайшов його сховок марихуани, але насправді він шукав презервативи.                                               |            |                                                           |                                                               |                    |     |         |
| 90 | 14         | «Eric's Hot Cousin» «Красива двоюрідна сестра Еріка»      | Вілл Форте                                                    | 22 січня 2002      | 411 | 10.77   |
| До Форманів приїздить двоюрідна сестра Еріка Пенні, яку він цькував у дитинстві. На Пенні западають всі хлопці, що геть не до вподоби Джекі і Донні, але в неї самої є несподівана пропозиция для… Еріка. Ред купує Кітті домашню тварину, але не ту, яку вона хотіла. |            |                                                           |                                                               |                    |     |         |
| 91 | 15         | «Tornado Prom» «Шкільний бал під час торнадо»             | Дейв Шиф                                                      | 5 лютого 2002      | 415 | 10.24   |
| У школі бал, під час якого починається торнадо. Гайд хоче покурити марихуану у кабінеті фізрука, Джекі не розуміє чому Келсо обрали королем балу, а її не обрали королевою, Фез намагається переспати з Великою Рондою, скориставшись її страхом смерті, а Ерік, який забув забрати Донну з роботи, їде до радіостанції без жодної гадки наскільки він ризикує. Не маючи свого підвалу, Боб і Джоан переховуються в підвалі Форманів.                                                          |            |                                                           |                                                               |                    |     |         |
| 92 | 16         | «Donna Dates a Kelso» «Донна зустрічаеться з Келсо»       | Дін Баталі, Роб ДесГотел                                      | 5 лютого 2002      | 417 | 10.84   |
| Після того, як шкільна газета називає Еріка найзавиднішим холостяком, Ерік починає хизуватись своїм новим титулом. Джекі пропонує Донні звести її з братом Келсо Кейсі і, на загальний подив, вони починають зустрічатись. Ред купує машину, про яку дуже давно мріяв — Шевроле Корветт. |            |                                                           |                                                               |                    |     |         |
| 93 | 17         | «Kelso's Career» «Кар'єра Келсо»                          | Ґреґ Метлер                                                   | 12 лютого 2002     | 418 | 7.37    |
| Келсо знаходить неочікуваний спосіб оплатити подарунок Джекі на день Святого Валентина — здавати сперму. Ред зненацька каже Еріку що любить його, що його дуже бентежить. Кейсі дратує Донну, коли не приходить на побачення. Фез купує коробку цукерок для Ронди, але не може втриматись і починає їсти їх сам. |            |                                                           |                                                               |                    |     |         |
| 94 | 18         | «Leo Loves Kitty» «Лео кохає Кітті»                       | Вілл Форте                                                    | 19 лютого 2002     | 419 | 9.08    |
| Попросивши Гайда позичити його машину, Фез збиває нею Лео і розбиває фару. Поки Гайд намагається змусити Феза відшкодувати йому гроші за нову фару, Лео опиняється в лікарні і закохується в медсестру, яка ним піклується — Кітті. На заздрість Джекі, Келсо запрошують працювати фотомоделлю. Очільник Джекі Тодд починає до неї залицятись. |            |                                                           |                                                               |                    |     |         |
| 95 | 19         | «Jackie's Cheese Squeeze» «Сирний хлопець Джекі»          | Кріс Пітерсон, Браян Мур                                      | 26 лютого 2002     | 420 | 9.94    |
| Скориставшись образою Джекі на Келсо, Тодд її цілує, але їх бачить Ерік. Поки Джекі благає його нічого не казати Келсо, він розповідає все Донні, Гайду і Фезу, запевнивши кожного з них що ніхто більше про це не знає. Ред бере Кітті з собою на автошоу, де залишає її саму. |            |                                                           |                                                               |                    |     |         |
| 96 | 20         | «Class Picture» «Класна фотографія»                       | Крістін Ньюман                                                | 19 березня 2002    | 416 | 9.87    |
| Готуючись до шкільної фотографії, друзі розповідають одне одному історії з минулого, зокрема про те, як вони всі зустрілись. |            |                                                           |                                                               |                    |     |         |
| 97 | 21         | «Prank Day» «День розіграшів»                             | Алан Дібнер                                                   | 26 березня 2002    | 421 | 9.90    |
| Після того, як Келсо набридає Еріку, Гайду і Фезу постійними розіграшами, вони вирішують йому помститись, але в їхній пастці раптово опиняється… Ред. У Боба і Мідж мала б бути річниця шлюбу, Донна в пригніченому стані і Джекі пропонує їй провести вечір разом. |            |                                                           |                                                               |                    |     |         |
| 98 | 22         | «Eric's Corvette Caper» «Ерік краде Корветт»              | Філіп Старк                                                   | 9 квітня 2002      | 422 | 8.69    |
| Поки Реда і Кітті немає вдома, Ерік хоче запросити на побачення і вразити чірлідерку зі школи, тому вдає що Корветт Реда належить йому, але вони потрапляють в аварію. За відсутності Кейсі, Донна і Джекі нишпорять у його кімнаті. |            |                                                           |                                                               |                    |     |         |
| 99 | 23         | «Hyde's Birthday» «День народження Гайда»                 | Марк Гудіс                                                    | 23 квітня 2002     | 423 | 7.42    |
| Гайду виповнюється 18 років, від чого він зовсім не радіє. Поки Кітті, за допомогою Феза і Джекі, влаштовує йому вечірку в домі Боба, Ерік, Донна і Келсо намагаються вкрасти для нього подарунок — дорожній знак з кумедною назвою вулиці. |            |                                                           |                                                               |                    |     |         |
| 100 | 24         | «That '70s Musical» «Музикальний епізод 70-х»             | Роб ДесГотел, Дін Баталі                                      | 30 квітня 2002     | 425 | 7.76    |
| Ювілейний сотий епізод. Фез готується співати у шкільному концерті і переймається через те що жоден з його друзів не прийшов його підтримати. В його уяві головні герої серіалу переспівують відомі пісні 70-х років. |            |                                                           |                                                               |                    |     |         |
| 101 | 25         | «Eric's False Alarm» «Хибна тревога Еріка»                | Дейв Шиф                                                      | 7 травня 2002      | 424 | 7.68    |
| Дізнавшись що Кейсі і Донна планують провести вихідні в готелі, Ерік усвідомлює що досі її кохає і вирішує її «врятувати». Офіційно розлучившись з Мідж, Боб лякає Джоан розмовами про весілля. |            |                                                           |                                                               |                    |     |         |
| 102 | 26         | «Everybody Loves Casey» «Всі люблять Кейсі»               | Ґреґ Метлер                                                   | 14 травня 2002     | 426 | 7.04    |
| Формани влаштовують у себе барбекю, на якому Ерік хоче показати Кейсі своїм рідним у поганому світлі, але в нього нічого не вдається. Начитавшись жіночих журналів, Келсо розуміє чому зраджував Джекі. Фез хоче умовити Велику Ронду переспати з ним. |            |                                                           |                                                               |                    |     |         |
| 103 | 27         | «Love, Wisconsin Style» «Кохання по-вісконсінськи»        | Джеф Фільго, Джекі Фільго                                     | 21 травня 2002     | 427 | 9.17    |
| Після того, як Ерік і Кітті бачать Донну п'яною посеред дня, Формани і Боб кличуть Донну і Кейсі і вимагають від них розійтись через його поганий вплив на неї. На подив Донни, Кейсі одразу погоджується. Донна невдовзі просить Еріка зустрічатися знову, але той відмовляється. Тим часом, втомившись від романтичних вчинків і зрад Келсо, Джекі вимагає від нього визначитись щодо їхніх стосунків і заручитися з нею, а Гайд і Фез хочуть когось розіграти, сховавши десь мертву рибину. |            |                                                           |                                                               |                    |     |         |

### Сезон 5 (2002–03)
Події сезону відбуваються у 1978 році.
Всі епізоди сезону названі на честь пісень гурту Led Zeppelin. Більшість епізодів мають другу назву, яка описує їхній сюжет. З часом, ці назви перестали використовуватись і зазвичай не фігурують у онлайн-каталогах або на DVD, але їх ще можна знайти, наприклад, на веб-агрегаторі Metacritic.
| № п/п | № в сезоні | Назва                                                                                            | Сценарист                                                 | Оригінальний показ | Код | Рейтинг |
| --- | ---------- | ------------------------------------------------------------------------------------------------ | --------------------------------------------------------- | ------------------ | --- | ------- |
| 104 | 1          | «Going to California»                                                                            | Джеф Фільго, Джекі Фільго                                 | 17 вересня 2002    | 501 | 10.01   |
| Келсо і Донна втекли від своїх проблем до Каліфорнії. Поки Келсо намагається схилити свою нову дівчину — красиву, цнотливу і не дуже розумну білявку Анетт — до сексу, Донна сумує за домом і за Еріком. Тим часом Гайд, Джекі і Фез спонукають Еріка поїхати за Донною до Каліфорнії. За відсутності Келсо, Джекі починає зустрічатись з Гайдом. |            |                                                                                                  |                                                           |                    |     |         |
| 105 | 2          | «I Can't Quit You, Baby (a.k.a. Jackie and Hyde Get Busted)» «Джекі і Гайда ловлять на гарячому» | Ґреґ Метлер                                               | 24 вересня 2002    | 502 | 8.92    |
| Щоб покарати їх за подорож до Каліфорнії, Ред забирає у Еріка машину, а Боб відправляє Донну до католицької школи. Ерік жаліє що вони проведуть свій останній рік у різних школах, але його жаль зникає коли він бачить Донну у її шкільній формі. Вся компанія окрім Келсо дізнається про стосунки Гайда і Джекі. |            |                                                                                                  |                                                           |                    |     |         |
| 106 | 3          | «What is and What Should Never Be (a.k.a. Kitty's Pregnant)» «Кітті вагітна»                     | Вілл Форте                                                | 29 жовтня 2002     | 503 | 10.28   |
| Кітті оголошує що вагітна. Ред переймається за те, що йому скоріш за все доведеться продати свій Корветт. Тим часом підлітки переконують Гайда розповісти Келсо про стосунки з Джекі. |            |                                                                                                  |                                                           |                    |     |         |
| 107 | 4          | «Heartbreaker (a.k.a. Kitty's Parents Come to Visit)» «Батьки Кітті приїздять у гості»           | Крістін Ньюман                                            | 29 жовтня 2002     | 504 | 12.07   |
| Коли до Форманів приїздять батьки Кітті Берт і Бі, Кітті приголомшує всіх поганою новиною — її вагітність виявилась менопаузою. Келсо бачить Джекі і Гайда разом. |            |                                                                                                  |                                                           |                    |     |         |
| 108 | 5          | «Ramble On (a.k.a. Promise Ring Redux)» «Кільце-обіцянка повертається»                           | Філіп Старк                                               | 12 листопада 2002  | 505 | 8.38    |
| Донна робить Еріку неочікуваний подарунок — чоловіче кільце. Через його розмір і вигляд Ерік відмовляється його носити, але йому доводиться щось сказати Донні коли він його губить. Фез подається на роботу у департамент транспортних засобів. |            |                                                                                                  |                                                           |                    |     |         |
| 109 | 6          | «Over the Hills and Far Away»                                                                    | Браян Мур, Кріс Пітерсон                                  | 19 листопада 2002  | 506 | 8.74    |
| Хлопці (разом з Редом і Кітті) і дівчата відвідують різні університети. Ерік і Донна замислюються над тим що можливо проведуть чотири роки окремо одне від одного. |            |                                                                                                  |                                                           |                    |     |         |
| 110 | 7          | «Hot Dog (a.k.a. The Gifts)» «Подарунки»                                                         | Роб ДесГотел                                              | 26 листопада 2002  | 507 | 8.48    |
| Ерік купує Донні каблучку з метою заручитись з нею, але решта компанії його відмовляє. Ред купує Кітті песика. |            |                                                                                                  |                                                           |                    |     |         |
| 111 | 8          | «Thank You»                                                                                      | Дін Баталі                                                | 3 грудня 2002      | 508 | 10.17   |
| День Подяки. До Форманів приїжджають Берт і Бі, і навіть Лорі. Ерік планує оголосити про заручини з Донною перед всією родиною, але його плани йдуть нанівець коли викривається його брехня Реду щодо його шкільних успіхів. |            |                                                                                                  |                                                           |                    |     |         |
| 112 | 9          | «Black Dog (a.k.a. Ow, My Eye)» «Ай, моє око!»                                                   | Марк Гудіс                                                | 10 грудня 2002     | 509 | 8.98    |
| У Джекі трагедія — її батька заарештували за хабарництво і розкрадання коштів. Поки Гайд не знає, як втішити її, Ерік і Донна сперечаються щодо того що робити в таких ситуаціях. Келсо ненавмисно стріляє Гайду в око пневматичною рушницею. Фез залицяється до своєї очільниці Ніни. |            |                                                                                                  |                                                           |                    |     |         |
| 113 | 10         | «The Crunge (a.k.a. The S.A.T.s)» «Шкільний тест»                                                | Дейв Шиф                                                  | 17 грудня 2002     | 510 | 8.84    |
| Компанія отримує свої результати тесту SAT. Джекі бачить високий бал Гайда як ознаку щасливого майбутнього. Келсо несподіванно отримує найвищу оцінку з усієї компанії і починає поводитись як інтелектуал, намагаючись привернути уваги байдужої Джекі. Еріку доводиться перездати тест, через що він ізолюється від Донни. |            |                                                                                                  |                                                           |                    |     |         |
| 114 | 11         | «The Girl I Love»                                                                                | Ґреґ Метлер                                               | 7 січня 2003       | 511 | 8.86    |
| Кітті організовує вечірку, на якій Фез планує понайомити компанію з Ніною, але у хлопців і у Реда на той самий вечір геть інші плани. Еріку здається що вони з Донною роблять тільки те, чого хоче вона. |            |                                                                                                  |                                                           |                    |     |         |
| 115 | 12         | «Misty Mountain Hop (a.k.a. Jackie's Cabin)» «Котедж Джекі»                                      | Дейв Шиф                                                  | 22 січня 2003      | 516 | 11.97   |
| Нічого не сказавши Гайду, Джекі просить допомоги у Форманів допомогти їй вивезти все майно з гірного котеджу, який у Беркхартів вилучив банк. Поки Ред, Кітті і Джекі їдуть в машині Реда, Ерік і Донна їдуть за ними в машині Еріка і губляться по дорозі. За збігом обставин, Гайд, Келсо і Фез якраз приїхали до котеджу пиячити, а коли Келсо знаходить захований заздалегідь пакет марихуани і бачить Форманів, він ховає його у вазі, яка застягає на його руці.                                                     |            |                                                                                                  |                                                           |                    |     |         |
| 116 | 13         | «Your Time Is Gonna Come (a.k.a. Get Off My Boyfriend)» «Злізь з мого хлопця!»                   | Вілл Форте (історія) Джеф Фільго, Джекі Фільго (сценарій) | 29 січня 2003      | 514 | 13.21   |
| До Келсо приїжджає його каліфорнійська дівчина Анетт і друзі помічають, що вона поводить себе так само, як Джекі поводила себе раніше. Сама Джекі починає помітно ревнувати, що зовсім не до вподоби Гайду. Коли до Форманів приїздять Берт і Бі, Берт несподівано вмирає. |            |                                                                                                  |                                                           |                    |     |         |
| 117 | 14         | «Babe I'm Gonna Leave You (a.k.a. Valentine's Day)» «День Святого Валентина»                     | Крістін Ньюман                                            | 5 лютого 2003      | 515 | 12.21   |
| Залишившись пожити у Форманів, Бі робить їхнє життя нестерпним. Після того, як Джекі крикнула на Анетт «злізь з мого хлопця!» маючи на увазі Келсо, Гайд ставить її вірність під сумнів. Анетт ставить Келсо ультиматум: або він назавджи перестане бачитись з Джекі, або вона його кине і поїде додому. |            |                                                                                                  |                                                           |                    |     |         |
| 118 | 15         | «When the Levee Breaks (a.k.a. Eric and Donna Play House)» «Ерік і Донна грають в сім'ю»         | Дін Баталі                                                | 12 лютого 2003     | 512 | 11.97   |
| Коли Боб і Джоан залишають Донну саму вдома на всі вихідні, вона пропонує Еріку провести їх вдвох у неї, що обурює Келсо, який хотів влаштувати у неї вечірку. Все ще приховуючи свої заручини від Реда і Кітті, Ерік бреше що проведе вихідні у Феза, але Кітті про все дізнається коли до Форманів дзвонить клерк з ювелірного магазину. |            |                                                                                                  |                                                           |                    |     |         |
| 119 | 16         | «Whole Lotta Love (a.k.a. The Silent Treatment)» «Бойкот»                                        | Філіп Старк                                               | 19 лютого 2003     | 513 | 12.81   |
| Щоб змусити Еріка відкликати заручини, Ред перестає з ним розмовляти, звільняє його з Price Mart і відмовляється платити за його вищу освіту. У Джекі день народження, Гайд про нього забуває, а Келсо дарує їй светр. Фез нарешті втрачає цноту з Ніною. |            |                                                                                                  |                                                           |                    |     |         |
| 120 | 17         | «The Battle of Evermore (a.k.a. Pioneer Days)» «Дні піонерів»                                    | Роб ДесГотел                                              | 26 лютого 2003     | 517 | 11.05   |
| Щоб помирити Реда і Еріка, Кітті записує їх на джемборі, де вони замагаються у різних іграх зі знайомим Еріка Мітчем Міллером і його батьком. Гайд, Фез, Келсо і Джекі шукають без вісті зниклого Лео. |            |                                                                                                  |                                                           |                    |     |         |
| 121 | 18         | «Hey, Hey, What Can I Do? (a.k.a. Job Fair)» «Ярмарок вакансій»                                  | Марк Гудіс                                                | 12 березня 2003    | 518 | 11.66   |
| Безробітні Ерік, Гайд і Келсо йдуть на ярмарок вакансій. Ерік знаходить собі роботу у банку, але хтось саботує його кандидатуру. Гайд вирішує працювати кухарем в готелі ресторану, куди його наймає його колишній «старший брат» Рой Кін. Попри незгоду його друзів Келсо вирішує працювати у поліції. |            |                                                                                                  |                                                           |                    |     |         |
| 122 | 19         | «Bring It On Home (a.k.a. Jackie's in the House)» «Джекі в будинку»                              | Кріс Пітерсон, Браян Мур                                  | 26 березня 2003    | 519 | 9.40    |
| Формани дізнаються що після того як батька Джекі заарештували, її мати зникла і Джекі тепер ночує з Гайдом у їхньому домі. Боб пропонує прийняти Джекі у себе, але Донна не в захваті від його ідеї. Ніна знайомить Феза зі своїми батьками. Ред глузує з Еріка коли дізнається що той спить голим. |            |                                                                                                  |                                                           |                    |     |         |
| 123 | 20         | «No Quarter (a.k.a. Jackie Moves In)» «Джекі оселяється»                                         | Дін Баталі                                                | 2 квітня 2003      | 520 | 11.06   |
| Залишившись без грошей, Ерік отримує листа від ювелірного магазину з вимогою оплатити каблучку Донни до кінця тижня. Сім'ї Пінчіотті, особливо Донні, стає важко жити з Джекі. Вкотре познущавшись з Гайда через Джекі, Келсо подається на роботу у ресторан де він працює. |            |                                                                                                  |                                                           |                    |     |         |
| 124 | 21         | «Trampled Under Foot (a.k.a. Fez Gets Dumped)» «Феза кидають»                                    | Філіп Старк                                               | 9 квітня 2003      | 521 | 11.18   |
| Ніна рве стосунки з Фезом через його набридливість і компанія допомагає йому прийняти новину. Вирішивши що їм стало нецікаво проводити час разом, друзі вирішують запросити до компанії сьому особу. |            |                                                                                                  |                                                           |                    |     |         |
| 125 | 22         | «You Shook Me (a.k.a. The Nurses Are Coming)» «Медсестри прибувають»                             | Крістін Ньюман                                            | 16 квітня 2003     | 522 | 10.44   |
| В готелі проходить щорічна конвенція медсестер. Джоан пропонує Еріку роботу на фабриці собачого корму. Келсо панікує, коли дізнається що Фез побачив еротичний сон з ним і не знає до кого звернутись. Врешті-решт його втішає Джекі. Побачивши їх разом і не розібравшись у ситуації, до того ж пригадавши реакцію Джекі на Анетт, Гайд повертається до готелю і робить дурницю. |            |                                                                                                  |                                                           |                    |     |         |
| 126 | 23         | «Nobody's Fault But Mine (a.k.a. Hyde Loves Jackie)» «Гайд кохає Джекі»                          | Марк Гудіс                                                | 23 квітня 2003     | 523 | 11.20   |
| Зрадивши Джекі з медсестрою, Гайд дізнається про сон Феза і розуміє яку велику помилку він зробив, але тепер йому доведеться у всьому зізнатись Джекі. Мітч, який пише для шкільної газети, шантажує Феза щоб отримати водійські права і новина про його сон з Келсо стає йому в нагоді. Щоб змусити Еріка і Донну відмовитись від весілля, Ред пропонує їм організувати його одразу після закінчення школи. Це працює, допоки додому не повертається Лорі, яка радить їм обіграти Реда, переїхавши і заливши Пойнт Плейс. |            |                                                                                                  |                                                           |                    |     |         |
| 127 | 24         | «Immigrant Song (a.k.a. Fez Gets Busted)» «Феза ловлять на гарячому»                             | Роб ДесГотел                                              | 7 травня 2003      | 524 | 11.72   |
| Після того, як Джекі кидає Гайда, Келсо починає робити їй подарунки, сподіваючись повернути її. Ред несподівано підтримує рішення Еріка і Донни переїхати до Медісону, але його згода обурює Кітті. Коли Гайд, Келсо і Джекі повертаються до водокачки щоб її обмалювати, Келсо падає, Гайд спускається за ним, а Феза затримує поліція. При перевірці документів виявляється що його навчальна віза спливає через тиждень.                                                                                                |            |                                                                                                  |                                                           |                    |     |         |
| 128 | 25         | «Celebration Day (a.k.a. Graduation)» «Закінчення школи»                                         | Ґреґ Метлер                                               | 14 травня 2003     | 525 | 13.57   |
| За день до церемонії вручення дипломів друзі разом з Лорі їдуть відпочити на природі. Джекі змушує Келсо і Гайда змагатись за неї, а Фез знаходить рішення своїй проблемі з візою, рішення яке буде не до вподоби Реду… |            |                                                                                                  |                                                           |                    |     |         |

### Сезон 6 (2003–04)
Події сезону відбуваються у 1978—1979 роках.
Всі епізоди сезону названі на честь пісень гурту The Who.
| № п/п | № в сезоні | Назва                        | Сценарист                 | Оригінальний показ | Код | Рейтинг |
| --- | ---------- | ---------------------------- | ------------------------- | ------------------ | --- | ------- |
| 129 | 1          | «The Kids Are Alright»       | Джеф Фільго, Джекі Фільго | 29 жовтня 2003     | 601 | 9.93    |
| Після серцевого нападу Ред не може працювати, тому Кітті доводиться працювати вдвічі більше. Ерік розуміє що йому зараз краще залишитись зі своїми батьками і забути про вищу освіту, але Донна своїх планів не змінює. Продовжуючи змагатись з Гайдом за прихильність Джекі, Келсо опиняється в лікарні. Джекі нарешті робить свій вибір. Після одруження з Фезом, Лорі починає його повністю ігнорувати.                                                     |            |                              |                           |                    |     |         |
| 130 | 2          | «Join Together»              | Дін Баталі                | 5 листопада 2003   | 602 | 7.69    |
| Змирившись з вибором Джекі, Келсо намагається налагодити стосунки між нею і Гайдом. Ерік розводить Донну на секс, нагадуючи їй що вона скоро поїде і в них залишилось не так багато часу. Піклуючись за здоров'ям Реда, Кітті не дає йому пити пиво. |            |                              |                           |                    |     |         |
| 131 | 3          | «The Magic Bus»              | Роб ДесГотел              | 12 листопада 2003  | 603 | 8.31    |
| Еріку виповнюється 18 років. Він очікує що Кітті влаштує йому звичну вечірку-сюрприз, але у неї геть інші плани. Донна має ось-ось поїхати до Медісону, але в останній момент залишається. |            |                              |                           |                    |     |         |
| 132 | 4          | «The Acid Queen»             | Марк Гудіс                | 19 листопада 2003  | 604 | 8.47    |
| Келсо ніяк не може переконати друзів що у нього був секс з подругою Донни, бібліотекаркою Брук. Чесність Гайда створює йому проблему, коли він зізнається Джекі що знаходить Брук красивою. |            |                              |                           |                    |     |         |
| 133 | 5          | «I'm Free»                   | Ґреґ Метлер               | 26 листопада 2003  | 605 | 6.78    |
| До Форманів має завітати інспектор з міграційної служби перевірити шлюб Феза і Лорі на достовірність, тому Фезу доводиться деякий час пожити з ними. Келсо дуже радий чути що вагітна від нього Брук не хоче ростити з ним дитину, але Донна змушує його усвідомити свою відповідальність. |            |                              |                           |                    |     |         |
| 134 | 6          | «We're Not Gonna Take It»    | Дейв Шиф                  | 3 грудня 2003      | 606 | 10.19   |
| Джоан зненацька залишає Боба і звільняє Еріка. Ерік і Келсо змагаються за роботу офіціанта в ресторані, де працюють Гайд і Рой. Донна і Джекі замовляють для Боба солодощі щоб його підбадьорити, але той починає вважати що у нього з'явилась таємна залицяльниця. В той самий день коли Формани збираються оформити розлучення Феза і Лорі, до них починають надходити весільні подарунки.                                                                   |            |                              |                           |                    |     |         |
| 135 | 7          | «Christmas»                  | Філіп Старк               | 17 грудня 2003     | 607 | 8.75    |
| За запрошенням Джекі, Ерік, Гайд і Фез приходять на різдвяний бал у свою колишню школу. Донна чекає коли Ерік забере її з радіостанції, але від забуває про неї. Келсо проводить Різдво з Брук. Реда наймають Санта-Клаусом у місцевому торгівельному центрі, але Боб хоче зайняти його місце. |            |                              |                           |                    |     |         |
| 136 | 8          | «I'm a Boy»                  | Крістін Ньюман            | 7 січня 2004       | 608 | 8.05    |
| Кітті і Донна піклуються за Еріком, коли той починає працювати допізна в ресторані і, як їм здається, перевтомлюватись, але Донна невдовзі дізнається що він їх обманює. Гайд, Джекі, Келсо і Брук йдуть на подвійне побачення. Фез погоджується бути водієм Реда, але той зловживає його добротою, залишивши його на самоті в машині на цілий день. |            |                              |                           |                    |     |         |
| 137 | 9          | «Young Man Blues»            | Браян Мур, Кріс Пітерсон  | 14 січня 2004      | 609 | 8.99    |
| Келсо починає тренування у поліцейській академії під наглядом офіцера Кеннеді. Коли він без дозволу бере поліцейську машину, Гайд і Фез її викрадають щоб його розіграти. Джекі стає «старшою сестрою» для дівчинки-підлітка, якій Донна подобається більше. Не в змозі зробити це самостійно через серцевий напад, Ред вчить Еріка ремонтувати водопровід в домі.                                                                                             |            |                              |                           |                    |     |         |
| 138 | 10         | «A Legal Matter»             | Алан Дібнер               | 4 лютого 2004      | 610 | 12.67   |
| Фез скоро має отримати американське громадянство якщо пройде співбесіду і Ред вчить його історії Америки. Келсо дізнається від Роя про традицію у поліцейській академії приймати щороку одного курсанта-невдаху і боїться що цим невдахою може бути він сам. Щоб дізнатись правду, він проникає в академію вночі разом з Гайдом і Еріком. |            |                              |                           |                    |     |         |
| 139 | 11         | «I Can See for Miles»        | Сара Маклафлін            | 11 лютого 2004     | 611 | 12.29   |
| Келсо хоче довести Брук що він відповідальний, але у день коли він має відвезти її до лікарні, Ерік і Донна позичають і ненавмисно трощать його фургон. Гайд і Ред отримують дуже несподівані подарунки, на які вони не знають як реагувати — Джекі прикрашає кімнату Гайда, а Боб дарує Реду взуття. |            |                              |                           |                    |     |         |
| 140 | 12         | «Sally Simpson»              | Дін Баталі                | 18 лютого 2004     | 612 | 12.23   |
| Келсо знайомить друзів з дівчиною з поліцейської академії на ім'я Сюзі Сімпсон, якою одразу зацікавлюється Фез. Але коли він пробує влаштувати побачення для Феза і Сюзі, він дізнається що вона закохана у нього. До Форманів приходить терапевт дізнатись про причини стресу Реда. |            |                              |                           |                    |     |         |
| 141 | 13         | «Won't Get Fooled Again»     | Роб ДесГотел              | 25 лютого 2004     | 613 | 11.78   |
| Келсо і Фез не розмовляють один з одним. Відчуваючи свою провину, Сюзі намагається помирити їх. Донна забуває прийняти щоденну протизаплідну пігулку і боїться що завагітніла. |            |                              |                           |                    |     |         |
| 142 | 14         | «Baby Don't You Do It»       | Марк Гудіс                | 3 березня 2004     | 614 | 9.69    |
| Після шоку від можливої вагітності Донни, Ерік і Донна обговорюють свої плани з пастором у церкві, але брешуть йому що в них ніколи не було сексу. Келсо бреше Брук щодо своїх успіхів у поліцейській академії навіть після того, як ненавмисно спричиняє у академії пожежу. |            |                              |                           |                    |     |         |
| 143 | 15         | «Who are You?»               | Ґреґ Метлер               | 10 березня 2004    | 615 | 10.88   |
| Донна вирішує що найкращим способом не наврочити своє майбутнє з Еріком — не займатись з ним сексом до весілля. Не згодний з нею, Ерік нарочито приділяє їй менше уваги. Келсо має поїхати до поліцейської академії у Вокігані, але починає сумніватись у своїх планах. До Пойнт Плейсу зненацька повертається мама Джекі Пем, яка на загальний подив (і огиду Джекі) одразу цікавиться Бобом.                                                                 |            |                              |                           |                    |     |         |
| 144 | 16         | «Man with Money»             | Браян Мур, Кріс Пітерсон  | 17 березня 2004    | 616 | 10.15   |
| Сумніваючись у щирості Пем щодо її почуттів до Боба, Джекі і Донна просять Феза спокусити її. Кітті ревнує Реда до Пем коли бачить, що його наручний пульсометр завжди пищить коли вона поруч. |            |                              |                           |                    |     |         |
| 145 | 17         | «Happy Jack»                 | Крістін Ньюман            | 24 березня 2004    | 617 | 11.65   |
| Донна застає Еріка за мастурбацією в її домі. Гайд і Фез приїжджають до Вокігану відвідати Келсо, де замість звичного веселого бовдура зустрічають серйозного і дисциплінованого вусаня. |            |                              |                           |                    |     |         |
| 146 | 18         | «Do You Think It's Alright?» | Патрік Кінлен             | 31 березня 2004    | 618 | 11.21   |
| Донна хоче скласти з Еріком весільний реєстр, але йому це не цікаво. Гайд забороняє Джекі навіть думати про весілля. Фез застає Реда за читанням еротичного роману. |            |                              |                           |                    |     |         |
| 147 | 19         | «Substitute»                 | Дженіфер Кін              | 21 квітня 2004     | 619 | 9.94    |
| Під час гри у міні-гольф Ерік ненавмисно ранить Мітча Міллера. Відчуваючи провину, він запрошує його до підвалу, але невдовзі починає про це жалкувати. На шок Донни і Джекі, Пем кидає Боба після того, як він запрошує її переїхати до нього. |            |                              |                           |                    |     |         |
| 148 | 20         | «Squeeze Box»                | Філіп Старк               | 28 квітня 2004     | 620 | 9.73    |
| Ерік і Донна зустрічають у кіно дівчину, яка виявляється знайомою Еріка. Зацікавлений у Донні Мітч каже Донні що та дівчина колись зустрічалась з Еріком. Допомагаючи Пем переїхати до Боба, Ред і Гайд бачать її топлес. |            |                              |                           |                    |     |         |
| 149 | 21         | «5:15»                       | Ґреґ Метлер               | 5 травня 2004      | 621 | 9.04    |
| Мітч просить Донну піти з ним на весілля його брата. Він запевняє Еріка, який працює на весіллі офіціантом, що у нього немає серйозних намірів, але згодом оголошує перед всією своєю родиною що Донна — його наречена. На тому ж весіллі Фез намагається звабити багату дівчину, а Джекі хоче спіймати букет. Келсо веде Брук на курси догляду за дитиною, які викладає Кітті. Ред встановлює кабельне телебачення, а Гайд нишком протягає кабель до підвалу. |            |                              |                           |                    |     |         |
| 150 | 22         | «Sparks»                     | Роб ДесГотел              | 12 травня 2004     | 623 | 11.53   |
| Напившись разом з Бобом, Ред витрачає всі гроші на весільний подарунок Еріку, купивши каное. Поки він шукає Еріку новий весільний подарунок за наказом Кітті, Гайд, Фез і Келсо граються з каное. Ерік і Донна нарешті займаються сексом, після чого Ерік, який не вірить в забобони, приходить до Донни подивитись на її весільну сукню, але ненавмисно її рве.                                                                                               |            |                              |                           |                    |     |         |
| 151 | 23         | «My Wife»                    | Дін Баталі                | 16 травня 2004     | 622 | 7.70    |
| Після того, як Донна шокує Еріка, показавши йому трейлер у якому планує з ним жити, Ерік починає сумніватись у доцільності їхнього одруження. Хлопці влаштовують парубоцьку вечірку у стриптиз-барі. Почавши нудний дівич-вечір, Донна, Кітті і Джекі також вирішують провести його у стриптиз-барі, де Донна весь вечір розмовляє з Кейсі Келсо, який працює у ньому менеджером.                                                                              |            |                              |                           |                    |     |         |
| 152 | 24         | «Going Mobile»               | Марк Гудіс                | 19 травня 2004     | 624 | 10.15   |
| Келсо проводить день з Брук і її матір'ю, яка хоче забрати її до Чикаго. Гайд і Фез грають у камінь-ножиці-папір на роль свідка Еріка. Формани і Пінчіотті готують репетицію весілля. Страх зіпсувати життя Донні наштовхує Еріка на несподіваний вчинок. |            |                              |                           |                    |     |         |
| 153 | 25         | «The Seeker»                 | Джеф Фільго, Джекі Фільго | 19 травня 2004     | 625 | 13.47   |
| Весілля Еріка з Донною було скасовано, а сам Ерік зник. Мати Донни Мідж повертається з Каліфорнії щоб втішити її і бачить Боба разом з Пем. Після того, як Донна і Гайд вдвох розмовляють на водокачці і він з неї падає, Кітті знаходить його свідоцтво про народження і дізнається що його справжній батько не Бад Гайд, а дехто на ім'я Вільям Барнетт. |            |                              |                           |                    |     |         |

### Сезон 7 (2004–05)
Події сезону відбуваються у 1979 році.
Всі епізоди сезону названі на честь пісень гурту The Rolling Stones.
| № п/п | № в сезоні | Назва                                  | Сценарист                 | Оригінальний показ | Код | Рейтинг |
| --- | ---------- | -------------------------------------- | ------------------------- | ------------------ | --- | ------- |
| 154 | 1          | «Time Is on My Side»                   | Джеф Фільго, Джекі Фільго | 8 вересня 2004     | 701 | 7.85    |
| Ерік звільняється з роботи, плануючи весь наступний рік шукати своє покликання в житті і більше не робити абсолютно нічого. Для цього він хоче продати каблучку Донни, але Донна вже позбулась її, кинувши її з водокачки. Ред і Кітті намагаються допомогти Бобу обрати між Пем і Мідж. |            |                                        |                           |                    |     |         |
| 155 | 2          | «Let's Spend the Night Together»       | Дін Баталі                | 15 вересня 2004    | 702 | 6.61    |
| До Форманів завітує справжній батько Гайда Вільям Барнетт, який виявляється заможним і… чорношкірим. Донна бере Еріка з собою на мітинг феміністок. Брук має ось-ось народити і Келсо чекає її дзвінка. |            |                                        |                           |                    |     |         |
| 156 | 3          | «(I Can't Get No) Satisfaction»        | Крістін Ньюман            | 22 вересня 2004    | 703 | 5.64    |
| Ерік вандалізує закритий магазин автомобільних глушників, але наступного дня дізнається що Ред його купив. Ставши батьком дівчинки на ім'я Бетсі, Келсо розуміє що йому стає складніше поводитись з жінками як він робив це раніше, адже тепер він сприймає їх як чиїхось доньок. |            |                                        |                           |                    |     |         |
| 157 | 4          | «Beast of Burden»                      | Дейв Шиф                  | 29 вересня 2004    | 704 | 6.43    |
| Ред відкриває свій магазин глушників під назвою «Форман і син», але навіть не пропонує Еріку працювати з ним. Натомість він пропонує роботу Гайду, але в той же час Вільям запрошує Гайда працювати в його компанії. Фез, який звільнився з департаменту транспортних засобів, влаштовується мийником голови у салоні краси, куди ходить Донна. |            |                                        |                           |                    |     |         |
| 158 | 5          | «It's Only Rock and Roll»              | Філіп Старк               | 6 жовтня 2004      | 705 | 6.27    |
| Робота Гайда в компанії Вільяма виявляється нуднішою, ніж він очікував. Кітті займається тай чі з Донною і Мідж. Келсо дарує Фезу свою колекцію порножурналів, не думаючи про наслідки. Ерік пробує малювати комікси. |            |                                        |                           |                    |     |         |
| 159 | 6          | «Rip This Joint»                       | Роб ДесГотел              | 3 листопада 2004   | 706 | 6.25    |
| Ерік хоче розіграти старого сусіда з допомогою Донни і Келсо, але опиняється за ґратами. Кітті організовує вечірку, на який Гайд не знаходить собі місця, а Боб ревнує Мідж до Вільяма. |            |                                        |                           |                    |     |         |
| 160 | 7          | «Mother's Little Helper»               | Марк Гудіс                | 10 листопада 2004  | 710 | 7.00    |
| Кітті відмовляється готувати поки Ред не прочитає книгу «Задоволення від сексу». Несподівано для Келсо, Фез краде у нього дівчину. |            |                                        |                           |                    |     |         |
| 161 | 8          | «Angie»                                | Кріс Пітерсон, Браян Мур  | 17 листопада 2004  | 707 | 6.66    |
| Вільям знайомить Гайда і всю компанію зі своєю донькою Енджі. Гайд скоро дізнається що дружня на перший погляд Енджі ставиться до нього зверхньо і хоче вижити його з компанії Вільяма. Фез дізнається від Кітті що Ерік ходить на роллер-диско і йому нейметься все розповісти іншим, а краще — показати. |            |                                        |                           |                    |     |         |
| 162 | 9          | «You Can't Always Get What You Want»   | Ґреґ Метлер               | 24 листопада 2004  | 708 | 6.45    |
| День подяки. Ред і Кітті змушують Еріка вечеряти з ними попри його бажання піти на концерт гурту Styx. За допомогою всіх інших друзів, Гайд і Енджі відкривають у Пойнт Плейсі крамницю платівок Grooves. |            |                                        |                           |                    |     |         |
| 163 | 10         | «Surprise, Surprise»                   | Сара Маклафлін            | 1 грудня 2004      | 709 | 6.15    |
| Друзі починають глузувати з Гайда після того, як Келсо спить з Енджі. Щоб його втішити, Джекі хоче щось йому спекти, але їй потрібна допомога Кітті. Ред роздає у своєму магазині безкоштовні календарі, але коли Донна дізнається що на них надруковані фотографії голих жінок, вона публічно засуджує його у радіоетері. |            |                                        |                           |                    |     |         |
| 164 | 11         | «Winter»                               | Дін Баталі                | 15 грудня 2004     | 711 | 6.17    |
| Кітті допомагає Організації Леді Пойнт Плейса організувати різдвяну вечірку для знедолених дітей. Після того, як Келсо знаходить у поліцейському відділку зібрані для них іграшки і приносить їх до підвалу Форманів, він, Ерік, Гайд і Фез розпаковують їх і починають з ними гратись, але коли їх застає Ред, їм доводиться все запакувати і привезти на вечірку.                                                                                        |            |                                        |                           |                    |     |         |
| 165 | 12         | «Don't Lie to Me»                      | Крістін Ньюман            | 5 січня 2005       | 712 | 6.24    |
| Коли Джекі і Фез повертають весільне взуття Донни до магазину, власниця магазину Стейсі приймає їх за Донну і її нового нареченого, і запрошує їх на наступне весілля, яке вона організовує. Попри заборону Гайда навіть думати про весілля, Джекі погоджується. Компанія, разом з Редом і Кітті, вмовляє Енджі розірвати стосунки з Келсо. |            |                                        |                           |                    |     |         |
| 166 | 13         | «Can't You Hear Me Knocking»           | Роб ДесГотел              | 12 січня 2005      | 713 | 6.27    |
| Розірвавши стосунки з Гайдом, Джекі вирішує провести день з Донною і та веде її на курси карате. Бажаючи побути на самоті, Ред їде рибалити, але Кітті їде з ним. Після того, як Келсо дзвонить до Білого дому і ненавмисно погрожує президенту, хлопці лякаються що до них приїдуть федеральні агенти і знайдуть марихуану, і вирішують всю її викурити, через що в них починається сильна паранойя.                                                      |            |                                        |                           |                    |     |         |
| 167 | 14         | «Street Fighting Man»                  | Алан Дібнер               | 9 лютого 2005      | 714 | 8.87    |
| Донна отримує шість квитків на гру Грін-Бей Пекерс, але Ерік просить її залишити один Реду. Компанія з Редом їдуть на футбол. Ерік і Ред нарешті знаходять спільну мову навіть незважаючи на те, що Ерік купує і надягає футболку не тієї команди, Джекі марно намагається зіпсувати Гайду день, а сам Гайд ніяк не може пояснити Келсо і Фезу простий трюк для того, щоб пройти до стадіону втрьох з двома квитками.                                      |            |                                        |                           |                    |     |         |
| 168 | 15         | «It's All Over Now»                    | Марк Гудіс                | 16 лютого 2005     | 715 | 8.58    |
| Нова стажерка на радіостанції підставляє Донну і її звільняють. До Grooves має приїхати Том Джонс, у крамниці весь день хаос, який Гайд намагається контролювати. Кітті просить Реда піти до Grooves за автографом Джонса, але Ред підписує платівку сам. Джекі просить Феза допомогти їй повернути Гайда. |            |                                        |                           |                    |     |         |
| 169 | 16         | «On with the Show»                     | Дейв Шиф                  | 23 лютого 2005     | 716 | 8.27    |
| За допомогою Донни і Келсо, Джекі створює свою телепередачу на публічному телеканалі, недооцінюючи свою сценофобію. Енджі намагається підколоти когось з компанії, але в неї ніяк не виходить. Ерік зустрічає чоловіка, який у свої 36 років живе як він, але деякі деталі з його життя викликають у нього страх перед своїм власним майбутнім. |            |                                        |                           |                    |     |         |
| 170 | 17         | «Down the Road Apiece»                 | Філіп Старк               | 2 березня 2005     | 717 | 7.54    |
| Ерік вирушає у подорож плануючи зняти документальний фільм про свої пригоди, але на виїзді з Пойнт Плейсу у нього лопається колесо. Поки Ред, Кітті, Донна і Келсо шукають його, він проводить час на сусідній автозаправці з несподіваним супутником — Лео, який якраз повертався до міста. Тим часом Фез допомагає Гайду і Джекі помиритись. |            |                                        |                           |                    |     |         |
| 171 | 18         | «Oh, Baby (We Got a Good Thing Goin')» | Ґреґ Метлер               | 16 березня 2005    | 718 | 7.47    |
| Брук залишає Бетсі з Келсо на весь день, але він її губить. Ред, Кітті, Гайд і Джекі їдуть на автошоу, де Кітті помічає що Гайд приділяє набагато більше уваги Джекі, ніж Ред приділяє їй. |            |                                        |                           |                    |     |         |
| 172 | 19         | «Who's Been Sleeping Here?»            | Девід Спенсер             | 23 березня 2005    | 719 | 8.26    |
| Келсо вирішує зробити хресними батьками Бетсі Гайда і Джекі, що обурює Еріка і Донну. У Grooves хтось ночує, цим кимось невдовзі виявляється Фез, якого вигнали з дому прийомні батьки після того, як дізнались що він закінчив школу. |            |                                        |                           |                    |     |         |
| 173 | 20         | «Gimme Shelter»                        | Кріс Пітерсон, Браян Мур  | 30 березня 2005    | 720 | 7.25    |
| Джекі закінчує школу і хоче організувати вечірку, але її плани нікого не цікавлять. Ерік розуміє що з усієї компанії він єдиний, у кого немає планів на життя і вирішує спробувати курси мануальної терапії, після яких ненавмисно травмує Донну. Фез і Келсо знаходять ідеальну квартиру щоб жити втрьох з Бетсі, але її власником виявляється старий ворог Феза Фентон.                                                                                  |            |                                        |                           |                    |     |         |
| 174 | 21         | «2120 So. Michigan Ave»                | Дін Баталі                | 27 квітня 2005     | 721 | 7.09    |
| Ерік дізнається що не отримав шкільний атестат через один предмет, який йому треба перездати — фізкультуру. Його екзаменатором виявляється досі небайдужий до Донни Кейсі Келсо. Тим часом Фез і Келсо змагаються за кращу кімнату в їхній новій квартирі під наглядом Гайда і Джекі, а Ред планує їм помститись за те, що вони засмітили його підвал. |            |                                        |                           |                    |     |         |
| 175 | 22         | «2000 Light Years from Home»           | Крістін Ньюман            | 4 травня 2005      | 722 | 6.61    |
| Енджі отримує підвищення і їде до головного офісу у Мілвокі, залишивши крамницю Гайду. Вона також рве стосунки з Келсо, який якраз хотів порвати з нею. Тим часом Ерік дізнається що Ред витратив на свій магазин всі гроші, які мали піти на його навчання. Його шкільний консультант знаходить для нього спосіб заробити ці гроші навчаючи дітей у бідних регіонах, але є одна проблема — заради цієї роботи Еріку доведеться поїхати до Африки.         |            |                                        |                           |                    |     |         |
| 176 | 23         | «Take It or Leave It»                  | Ґреґ Метлер               | 11 травня 2005     | 723 | 6.33    |
| Джекі запропонували роботу у Чикаго, тому вона робить Гайду ультиматум — або він погодиться одружитися з нею, або вона поїде. Донна бреше Еріку що у неї побачення з іншим, щоб змусити його ревнувати і передумати щодо Африки. Формани приймають у себе Чарлі Річардсона, сина соратника Реда. У Чарлі не одразу вдається вписатись в компанію Еріка, але все змінюється, коли він веде своїх нових друзів до пивного складу, який належить його батьку. |            |                                        |                           |                    |     |         |
| 177 | 24         | «Short and Curlies»                    | Роб ДесГотел              | 18 травня 2005     | 724 | 8.77    |
| Донна шукає для Еріка ідеальний подарунок на прощання. Джекі намагається уникнути Гайда до того, як поїде до Чикаго, врешті-решт Келсо погоджується підвезти її. Чарлі хоче вибачитись перед Редом і Кітті за свою нещодавну поведінку, але все стає ще гірше після того, як він бачить Кітті голою. |            |                                        |                           |                    |     |         |
| 178 | 25         | «Till the Next Goodbye»                | Марк Гудіс                | 18 травня 2005     | 725 | 8.77    |
| За два дні до від'їзду до Африки, Ерік дізнається що йому потрібні щеплення, які Кітті намагалася від нього приховати. Коли він з Келсо, Гайдом і Фезом курить марихуану востаннє, Ред ловить їх на гарячому. Гайд залишає крамницю під наглядом Лео і їде до Чикаго. |            |                                        |                           |                    |     |         |

### Сезон 8 (2005–06)
Події сезону відбуваються у 1979 році.
У цьому сезоні серіал втратив двох головних героїв — Еріка Формана (Тофер Грейс) і Майкла Келсо (Ештон Кутчер). Обидва з'вяляються в останньому епізоді. Кутчер у ролі Келсо також з'вяляється у перших чотирьох епізодах як запрошена зірка.
Всі епізоди сезону, окрім останнього, названі на честь пісень гурту Queen.
| № п/п | № в сезоні | Назва                            | Сценарист                                | Оригінальний показ | Код | Рейтинг |
| --- | ---------- | -------------------------------- | ---------------------------------------- | ------------------ | --- | ------- |
| 179 | 1          | «Bohemian Rhapsody»              | Ґреґ Метлер                              | 2 листопада 2005   | 801 | 7.85    |
| Кітті записує для Еріка касету, на якій розповідає все що сталось після його від'їзду. Чарлі помер після падіння з водокачки. Джекі звільнилась і повернулась до Пойнт Плейсу щоб налагодити стосунки з Гайдом. Після того, як Гайд побачив її разом з Келсо, він зник на цілий місяць, після якого теж повернувся до Пойнт Плейсу з наміром врятувати стосунки з Джекі, але вслід за ним приїхала дівчина на ім'я Саманта — стриптизерка з Лас-Вегасу і… його дружина. |            |                                  |                                          |                    |     |         |
| 180 | 2          | «Somebody to Love»               | Роб ДесГотел                             | 2 листопада 2005   | 802 | 7.85    |
| В шоці від того що він одружився і не пам'ятає цього, Гайд отримує ще один сюрприз: за його відсутності Лео забув що мав робити з крамницею і перетворив її на притон. Гайд накурюється, щоб дати собі сміливість звільнити Лео, але замість цього наймає молодого чоловіка на ім'я Ренді Пірсон, який якраз зайшов у крамницю у пошуках роботи. Тим часом Джекі, Донна і Фез проводять вечір у барі, де Джекі намагається звабити хлопців, але тільки ганьбиться.      |            |                                  |                                          |                    |     |         |
| 181 | 3          | «You're My Best Friend»          | Кріс Пітерсон, Браян Мур                 | 9 листопада 2005   | 804 | 6.98    |
| Ренді пропонує Фезу і Келсо організувати для Гайда холостяцьку вечірку, але через незграбність Келсо і Феза план йде шкереберть, хлопці опиняються за ґратами, а стриптизерок у домі Форманів зустрічають Ред і Кітті. Тим часом, Донна запрошує до себе Джекі і Саманту, які постійно сваряться. |            |                                  |                                          |                    |     |         |
| 182 | 4          | «Misfire»                        | Крістін Ньюман                           | 16 листопада 2005  | 805 | 6.78    |
| Звільнений з поліції Келсо пригадує часи, коли він зустрічався з Джекі, і вирішує попросити її заміж, про що їй одразу розповідає Фез. Але після того, як його запрошують на роботу його мрії (охоронцем у клубі Playboy) через яку йому доведеться переїхати до Чикаго, він передумує і сподівається що Джекі йому відмовить. Донна переймається що Ерік їй майже не дзвонить.                                                                                         |            |                                  |                                          |                    |     |         |
| 183 | 5          | «Stone Cold Crazy»               | Дейв Шиф                                 | 30 листопада 2005  | 803 | 6.58    |
| Кітті боїться що більше не приваблює Реда, і просить поради у Саманти. Донна також просить допомоги у Саманти щоб зняти кілька голих світлин для Еріка, але світлини губляться і їх бачить вся компанія. Після того, як Келсо залишив Пойнт Плейс, до його кімнати у спільній з Фезом квартирі переїхала Джекі. Її прибуття виявилось дуже невчасним, бо Фез як раз знову почав бачитись зі своєю божевільною і дуже ревнивою колишньою Керолайн.                       |            |                                  |                                          |                    |     |         |
| 184 | 6          | «Long Away»                      | Філіп Старк                              | 7 грудня 2005      | 806 | 6.82    |
| Побачивши що Донна починає проводити багато часу вдвох з Ренді, Джекі і Фез підозрюють що вона зраджує Еріку і вирішують написати йому листа. Ред і Боб йдуть на зустріч ветеранів і наймають Лео фотографом, але на самій зустрічі раптово дізнаються про його героїчне минуле. |            |                                  |                                          |                    |     |         |
| 185 | 7          | «Fun It»                         | Девід Спенсер                            | 14 грудня 2005     | 807 | 6.13    |
| Коли компанія обідає у місцевому фаст-фуді, його власник їх сварить. Вони вирішують розіграти його, вкравши маскота фаст-фуду — статую клоуна, але наступного дня їм доводиться якось викручуватись коли їхня витівка обурює все місто. |            |                                  |                                          |                    |     |         |
| 186 | 8          | «Good Company»                   | Дін Баталі                               | 12 січня 2006      | 808 | 5.07    |
| Наближається день народження Донни, але компанія гадки не має що їй подарувати. Кітті свариться з Фезом коли той починає зустрічатись з її старою подругою. |            |                                  |                                          |                    |     |         |
| 187 | 9          | «Who Needs You»                  | Сара Маклафлін                           | 19 січня 2006      | 811 | 5.23    |
| Джекі доводиться якось переконати Фентона не виганяти Феза і її після того, як вона затоплює квартиру. Донна веде радіоефір з Grooves і збирає донати на дитячу бібліотеку, але не має великого успіху. Постійні сварки Гайда і Саманти діють Реду і Кітті на нерви. |            |                                  |                                          |                    |     |         |
| 188 | 10         | «Sweet Lady»                     | Алан Дібнер                              | 26 січня 2006      | 809 | 5.68    |
| Ренді запрошує Донну до котеджу своїх батьків начебто для того, щоб познайомити її зі своїм музичним гуртом, але вона сумнівається у його намірах. Ред знайомить Гайда зі своїми друзями, після чого Гайд починає сумніватись у своєму шлюбі. Джекі стає одержима ідеєю працювати на місцевому ток-шоу після того, як зустрічає у салоні, де працює Фез, його ведучу Крістін Сент-Джордж.                                                                               |            |                                  |                                          |                    |     |         |
| 189 | 11         | «Good Old Fashioned Lover Boy»   | Ґреґ Шафер, Стів Джо                     | 2 лютого 2006      | 810 | 5.76    |
| Джекі помічає що жорстока і темпераментна Крістін стає добрішою, коли їсть брауні які вона приносить на роботу і які насправді готує Кітті. Лео зненацька закохується у Донну. |            |                                  |                                          |                    |     |         |
| 190 | 12         | «Killer Queen»                   | Марк Гудіс                               | 9 лютого 2006      | 812 | 4.68    |
| Гайд забуває про День Святого Валентина, Ред показує йому свій сховок заздалегідь куплених подарунків для Кітті і дозволяє йому взяти один з них для Саманти. Але коли Ред сам хоче взяти зі сховку подарунок для Кітті, він знаходить його порожнім. Донна допомагає Ренді підготуватися до Дня Святого Валентина, не підозрюючи що він хоче запросити її. Джекі і Фез вдають з себе закохану пару на ток-шоу Крістін.                                                 |            |                                  |                                          |                    |     |         |
| 191 | 13         | «Spread Your Wings»              | Ґреґ Метлер                              | 16 березня 2006    | 813 | 5.63    |
| Друзі дізнаються про нові стосунки Донни і Ренді. Втративши роботу, Джекі починає працювати прибиральницею у салоні і стає свідком того, як бажаючи сподобатись колезі на ім'я Гіларі, Фез бреше їй про себе. Ред і Кітті роблять ремонт у колишній кімнаті Еріка, поки Гайд шукає момент для того, щоб забрати з неї сховок марихуани. |            |                                  |                                          |                    |     |         |
| 192 | 14         | «Son and Daughter»               | Кен Бланкштейн                           | 23 березня 2006    | 817 | 5.49    |
| Вільям залишає Гайда наглядати за його домом, але той влаштовує у ньому вечірку. Прибравши після вечірки, Гайд ненавмисно ламає гітару з автографом Пітера Фремптона. Тим часом, побачивши як вона цілується з Ренді, Кітті злиться на Донну. |            |                                  |                                          |                    |     |         |
| 193 | 15         | «Keep Yourself Alive»            | Дейв Шиф                                 | 13 квітня 2006     | 814 | 3.72    |
| Після поїздки до ярмарку, Ред і Кітті везуть всю компанію додому, але на шляху обручка Кітті (яку на той момент тримав Фез) вилітає з вікна машини. Друзі залишаються у лісі шукати її. |            |                                  |                                          |                    |     |         |
| 194 | 16         | «My Fairy King»                  | Філіп Старк                              | 27 квітня 2006     | 815 | 4.47    |
| До Форманів приїздить чоловік, який виявляється одруженим з Самантою, тобто її шлюб з Гайдом недійсний. У Пойнт Плейсі відкривається великий магазин глушників, з яким Ред не може конкурувати. Джекі вирішує скласти список всіх рис свого ідеального хлопця, але на її подив ідеальним хлопцем для неї виявляється… Фез. |            |                                  |                                          |                    |     |         |
| 195 | 17         | «Crazy Little Thing Called Love» | Крістін Ньюман                           | 27 квітня 2006     | 816 | 5.50    |
| Джекі йде до психотерапевта щоб зрозуміти свої почуття до Келсо, Гайда і Феза. Гіларі несподівано кидає Феза. Ставши пенсіонером, Ред не знає, чим зайнятись, і починає ремонтувати все що бачить у крамниці Grooves. |            |                                  |                                          |                    |     |         |
| 196 | 18         | «We Will Rock You»               | Кріс Пітерсон, Браян Мур                 | 4 травня 2006      | 818 | 4.64    |
| Гайд організовує вечірку спалення платівок диско. Побачивши у цьому спосіб наблизитись до Феза, Джекі просить його допомогти їй організувати протест. Донна дізнається що Ренді до неї зустрічався майже з усіма дівчатами у Пойнт Плейсі. Ред і Кітті знайомляться з новими сусідами — парою геїв. |            |                                  |                                          |                    |     |         |
| 197 | 19         | «Sheer Heart Attack»             | Стів Джо, Ґреґ Шафер                     | 4 травня 2006      | 820 | 5.69    |
| Серце Реда повністю відновилось після нападу і він не знає що робити з ліками, які він щойно купив. Гайд пропонує йому продавати їх своїм старим друзям, після чого вони фактично стають місцевими ділерами. Коли Джекі нарешті вирішує зізнатись Фезу у своїх почуттях, той оголошує що повернувся до божевільної Керолайн. |            |                                  |                                          |                    |     |         |
| 198 | 20         | «Leaving Home Ain't Easy»        | Кріс Пітерсон, Браян Мур, Крістін Ньюман | 11 травня 2006     | 819 | 6.18    |
| Після того, як Фез відмовив Джекі, вона починає йому мститися. Боб вирішує залишити Пойнт Плейс і переїхати до Флоріди, він також пропонує Реду і Кітті поїхати з ним. Ренді користується моментом і запрошує Донну переїхати до нього. |            |                                  |                                          |                    |     |         |
| 199 | 21         | «Love of My Life»                | Філіп Старк, Дейв Шиф                    | 18 травня 2006     | 821 | 8.58    |
| Повністю зіпсувавши стосунки з Джекі, Фез приймає у себе друга зі своєї країни, який пропонує йому повернутись додому. Залишивши Ренді, Донна переосмислює своє життя. Гайд отримує лист від Вільяма, з якого дізнається що всі крамниці Grooves віднині зачинені. Шокований цією новиною, він забагато курить, від чого бачить галюцинації і вирішує кинути звичку. Ред і Кітті показують свій дім потенційним покупцям.                                               |            |                                  |                                          |                    |     |         |
| 200 | 22         | «That '70s Finale» «Фінал 70-х»  | Ґреґ Метлер                              | 18 травня 2006     | 822 | 10.02   |
| 31 грудня 1979 року, останній день десятиріччя. Фез і Джекі не можуть звикнути до того що вони зустрічаються. Кітті передумала щодо переїзду до Флориди, але не знає як сказати про це Реду. Келсо повертається до Пойнт Плейсу зустріти Новий рік зі старими друзями. Донна збирається поїхати до Медісону і хоче побачитись з Еріком до свого від'їзду, але виявляється що Ерік запізнився на свій літак і навряд чи встигне додому до Нового року…                   |            |                                  |                                          |                    |     |         |